# 1902
Portal Geschichte | Portal Biografien | Aktuelle Ereignisse | Jahreskalender | Tagesartikel

◄ |
19. Jahrhundert |
20. Jahrhundert
| 21. Jahrhundert

◄ |
1870er |
1880er |
1890er |
1900er
| 1910er | 1920er | 1930er | ►

◄◄ |
◄ |
1898 |
1899 |
1900 |
1901 |
1902
| 1903 | 1904 | 1905 | 1906 | ► | ►►
Staatsoberhäupter · Wahlen · Nekrolog  · Literaturjahr · Musikjahr · Filmjahr  · Sportjahr
| Januar | Januar | Januar | Januar | Januar | Januar | Januar | Januar |
| Kw     | Mo     | Di     | Mi     | Do     | Fr     | Sa     | So     |
| ------ | ------ | ------ | ------ | ------ | ------ | ------ | ------ |
| 1      |        |        | 1      | 2      | 3      | 4      | 5      |
| 2      | 6      | 7      | 8      | 9      | 10     | 11     | 12     |
| 3      | 13     | 14     | 15     | 16     | 17     | 18     | 19     |
| 4      | 20     | 21     | 22     | 23     | 24     | 25     | 26     |
| 5      | 27     | 28     | 29     | 30     | 31     |        |        |

| Februar | Februar | Februar | Februar | Februar | Februar | Februar | Februar |
| Kw      | Mo      | Di      | Mi      | Do      | Fr      | Sa      | So      |
| ------- | ------- | ------- | ------- | ------- | ------- | ------- | ------- |
| 5       |         |         |         |         |         | 1       | 2       |
| 6       | 3       | 4       | 5       | 6       | 7       | 8       | 9       |
| 7       | 10      | 11      | 12      | 13      | 14      | 15      | 16      |
| 8       | 17      | 18      | 19      | 20      | 21      | 22      | 23      |
| 9       | 24      | 25      | 26      | 27      | 28      |         |         |

| März | März | März | März | März | März | März | März |
| Kw   | Mo   | Di   | Mi   | Do   | Fr   | Sa   | So   |
| ---- | ---- | ---- | ---- | ---- | ---- | ---- | ---- |
| 9    |      |      |      |      |      | 1    | 2    |
| 10   | 3    | 4    | 5    | 6    | 7    | 8    | 9    |
| 11   | 10   | 11   | 12   | 13   | 14   | 15   | 16   |
| 12   | 17   | 18   | 19   | 20   | 21   | 22   | 23   |
| 1    | 24   | 25   | 26   | 27   | 28   | 29   | 30   |
| 14   | 31   |      |      |      |      |      |      |

| April | April | April | April | April | April | April | April |
| Kw    | Mo    | Di    | Mi    | Do    | Fr    | Sa    | So    |
| ----- | ----- | ----- | ----- | ----- | ----- | ----- | ----- |
| 14    |       | 1     | 2     | 3     | 4     | 5     | 6     |
| 15    | 7     | 8     | 9     | 10    | 11    | 12    | 13    |
| 16    | 14    | 15    | 16    | 17    | 18    | 19    | 20    |
| 17    | 21    | 22    | 23    | 24    | 25    | 26    | 27    |
| 18    | 28    | 29    | 30    |       |       |       |       |

| Mai | Mai | Mai | Mai | Mai | Mai | Mai | Mai |
| Kw  | Mo  | Di  | Mi  | Do  | Fr  | Sa  | So  |
| --- | --- | --- | --- | --- | --- | --- | --- |
| 18  |     |     |     | 1   | 2   | 3   | 4   |
| 19  | 5   | 6   | 7   | 8   | 9   | 10  | 11  |
| 20  | 12  | 13  | 14  | 15  | 16  | 17  | 18  |
| 21  | 19  | 20  | 21  | 22  | 23  | 24  | 25  |
| 22  | 26  | 27  | 28  | 29  | 30  | 31  |     |

| Juni | Juni | Juni | Juni | Juni | Juni | Juni | Juni |
| Kw   | Mo   | Di   | Mi   | Do   | Fr   | Sa   | So   |
| ---- | ---- | ---- | ---- | ---- | ---- | ---- | ---- |
| 22   |      |      |      |      |      |      | 1    |
| 23   | 2    | 3    | 4    | 5    | 6    | 7    | 8    |
| 24   | 9    | 10   | 11   | 12   | 13   | 14   | 15   |
| 25   | 16   | 17   | 18   | 19   | 20   | 21   | 22   |
| 26   | 23   | 24   | 25   | 26   | 27   | 28   | 29   |
| 27   | 30   |      |      |      |      |      |      |

| Juli | Juli | Juli | Juli | Juli | Juli | Juli | Juli |
| Kw   | Mo   | Di   | Mi   | Do   | Fr   | Sa   | So   |
| ---- | ---- | ---- | ---- | ---- | ---- | ---- | ---- |
| 27   |      | 1    | 2    | 3    | 4    | 5    | 6    |
| 2    | 7    | 8    | 9    | 10   | 11   | 12   | 13   |
| 29   | 14   | 15   | 16   | 17   | 18   | 19   | 20   |
| 30   | 21   | 22   | 23   | 24   | 25   | 26   | 27   |
| 31   | 28   | 29   | 30   | 31   |      |      |      |

| August | August | August | August | August | August | August | August |
| Kw     | Mo     | Di     | Mi     | Do     | Fr     | Sa     | So     |
| ------ | ------ | ------ | ------ | ------ | ------ | ------ | ------ |
| 31     |        |        |        |        | 1      | 2      | 3      |
| 32     | 4      | 5      | 6      | 7      | 8      | 9      | 10     |
| 33     | 11     | 12     | 13     | 14     | 15     | 16     | 17     |
| 34     | 18     | 19     | 20     | 21     | 22     | 23     | 24     |
| 35     | 25     | 26     | 27     | 28     | 29     | 30     | 31     |

| September | September | September | September | September | September | September | September |
| Kw        | Mo        | Di        | Mi        | Do        | Fr        | Sa        | So        |
| --------- | --------- | --------- | --------- | --------- | --------- | --------- | --------- |
| 36        | 1         | 2         | 3         | 4         | 5         | 6         | 7         |
| 37        | 8         | 9         | 10        | 11        | 12        | 13        | 14        |
| 38        | 15        | 16        | 17        | 18        | 19        | 20        | 21        |
| 39        | 22        | 23        | 24        | 25        | 26        | 27        | 28        |
| 40        | 29        | 30        |           |           |           |           |           |

| Oktober | Oktober | Oktober | Oktober | Oktober | Oktober | Oktober | Oktober |
| Kw      | Mo      | Di      | Mi      | Do      | Fr      | Sa      | So      |
| ------- | ------- | ------- | ------- | ------- | ------- | ------- | ------- |
| 40      |         |         | 1       | 2       | 3       | 4       | 5       |
| 41      | 6       | 7       | 8       | 9       | 10      | 11      | 12      |
| 42      | 13      | 14      | 15      | 16      | 17      | 18      | 19      |
| 43      | 20      | 21      | 22      | 23      | 24      | 25      | 26      |
| 44      | 27      | 28      | 29      | 30      | 31      |         |         |

| November | November | November | November | November | November | November | November |
| Kw       | Mo       | Di       | Mi       | Do       | Fr       | Sa       | So       |
| -------- | -------- | -------- | -------- | -------- | -------- | -------- | -------- |
| 44       |          |          |          |          |          | 1        | 2        |
| 45       | 3        | 4        | 5        | 6        | 7        | 8        | 9        |
| 46       | 10       | 11       | 12       | 13       | 14       | 15       | 16       |
| 47       | 17       | 18       | 19       | 20       | 21       | 22       | 23       |
| 48       | 24       | 25       | 26       | 27       | 28       | 29       | 30       |

| Dezember | Dezember | Dezember | Dezember | Dezember | Dezember | Dezember | Dezember |
| Kw       | Mo       | Di       | Mi       | Do       | Fr       | Sa       | So       |
| -------- | -------- | -------- | -------- | -------- | -------- | -------- | -------- |
| 49       | 1        | 2        | 3        | 4        | 5        | 6        | 7        |
| 50       | 8        | 9        | 10       | 11       | 12       | 13       | 14       |
| 51       | 15       | 16       | 17       | 18       | 19       | 20       | 21       |
| 52       | 22       | 23       | 24       | 25       | 26       | 27       | 28       |
| 1        | 29       | 30       | 31       |          |          |          |          |

| Januar | Januar | Januar | Januar | Januar | Januar | Januar | Januar |
| Kw     | Mo     | Di     | Mi     | Do     | Fr     | Sa     | So     |
| ------ | ------ | ------ | ------ | ------ | ------ | ------ | ------ |
| 1      |        |        | 1      | 2      | 3      | 4      | 5      |
| 2      | 6      | 7      | 8      | 9      | 10     | 11     | 12     |
| 3      | 13     | 14     | 15     | 16     | 17     | 18     | 19     |
| 4      | 20     | 21     | 22     | 23     | 24     | 25     | 26     |
| 5      | 27     | 28     | 29     | 30     | 31     |        |        |

| Februar | Februar | Februar | Februar | Februar | Februar | Februar | Februar |
| Kw      | Mo      | Di      | Mi      | Do      | Fr      | Sa      | So      |
| ------- | ------- | ------- | ------- | ------- | ------- | ------- | ------- |
| 5       |         |         |         |         |         | 1       | 2       |
| 6       | 3       | 4       | 5       | 6       | 7       | 8       | 9       |
| 7       | 10      | 11      | 12      | 13      | 14      | 15      | 16      |
| 8       | 17      | 18      | 19      | 20      | 21      | 22      | 23      |
| 9       | 24      | 25      | 26      | 27      | 28      |         |         |

| März | März | März | März | März | März | März | März |
| Kw   | Mo   | Di   | Mi   | Do   | Fr   | Sa   | So   |
| ---- | ---- | ---- | ---- | ---- | ---- | ---- | ---- |
| 9    |      |      |      |      |      | 1    | 2    |
| 10   | 3    | 4    | 5    | 6    | 7    | 8    | 9    |
| 11   | 10   | 11   | 12   | 13   | 14   | 15   | 16   |
| 12   | 17   | 18   | 19   | 20   | 21   | 22   | 23   |
| 1    | 24   | 25   | 26   | 27   | 28   | 29   | 30   |
| 14   | 31   |      |      |      |      |      |      |

| April | April | April | April | April | April | April | April |
| Kw    | Mo    | Di    | Mi    | Do    | Fr    | Sa    | So    |
| ----- | ----- | ----- | ----- | ----- | ----- | ----- | ----- |
| 14    |       | 1     | 2     | 3     | 4     | 5     | 6     |
| 15    | 7     | 8     | 9     | 10    | 11    | 12    | 13    |
| 16    | 14    | 15    | 16    | 17    | 18    | 19    | 20    |
| 17    | 21    | 22    | 23    | 24    | 25    | 26    | 27    |
| 18    | 28    | 29    | 30    |       |       |       |       |

| Mai | Mai | Mai | Mai | Mai | Mai | Mai | Mai |
| Kw  | Mo  | Di  | Mi  | Do  | Fr  | Sa  | So  |
| --- | --- | --- | --- | --- | --- | --- | --- |
| 18  |     |     |     | 1   | 2   | 3   | 4   |
| 19  | 5   | 6   | 7   | 8   | 9   | 10  | 11  |
| 20  | 12  | 13  | 14  | 15  | 16  | 17  | 18  |
| 21  | 19  | 20  | 21  | 22  | 23  | 24  | 25  |
| 22  | 26  | 27  | 28  | 29  | 30  | 31  |     |

| Juni | Juni | Juni | Juni | Juni | Juni | Juni | Juni |
| Kw   | Mo   | Di   | Mi   | Do   | Fr   | Sa   | So   |
| ---- | ---- | ---- | ---- | ---- | ---- | ---- | ---- |
| 22   |      |      |      |      |      |      | 1    |
| 23   | 2    | 3    | 4    | 5    | 6    | 7    | 8    |
| 24   | 9    | 10   | 11   | 12   | 13   | 14   | 15   |
| 25   | 16   | 17   | 18   | 19   | 20   | 21   | 22   |
| 26   | 23   | 24   | 25   | 26   | 27   | 28   | 29   |
| 27   | 30   |      |      |      |      |      |      |

| Juli | Juli | Juli | Juli | Juli | Juli | Juli | Juli |
| Kw   | Mo   | Di   | Mi   | Do   | Fr   | Sa   | So   |
| ---- | ---- | ---- | ---- | ---- | ---- | ---- | ---- |
| 27   |      | 1    | 2    | 3    | 4    | 5    | 6    |
| 2    | 7    | 8    | 9    | 10   | 11   | 12   | 13   |
| 29   | 14   | 15   | 16   | 17   | 18   | 19   | 20   |
| 30   | 21   | 22   | 23   | 24   | 25   | 26   | 27   |
| 31   | 28   | 29   | 30   | 31   |      |      |      |

| August | August | August | August | August | August | August | August |
| Kw     | Mo     | Di     | Mi     | Do     | Fr     | Sa     | So     |
| ------ | ------ | ------ | ------ | ------ | ------ | ------ | ------ |
| 31     |        |        |        |        | 1      | 2      | 3      |
| 32     | 4      | 5      | 6      | 7      | 8      | 9      | 10     |
| 33     | 11     | 12     | 13     | 14     | 15     | 16     | 17     |
| 34     | 18     | 19     | 20     | 21     | 22     | 23     | 24     |
| 35     | 25     | 26     | 27     | 28     | 29     | 30     | 31     |

| September | September | September | September | September | September | September | September |
| Kw        | Mo        | Di        | Mi        | Do        | Fr        | Sa        | So        |
| --------- | --------- | --------- | --------- | --------- | --------- | --------- | --------- |
| 36        | 1         | 2         | 3         | 4         | 5         | 6         | 7         |
| 37        | 8         | 9         | 10        | 11        | 12        | 13        | 14        |
| 38        | 15        | 16        | 17        | 18        | 19        | 20        | 21        |
| 39        | 22        | 23        | 24        | 25        | 26        | 27        | 28        |
| 40        | 29        | 30        |           |           |           |           |           |

| Oktober | Oktober | Oktober | Oktober | Oktober | Oktober | Oktober | Oktober |
| Kw      | Mo      | Di      | Mi      | Do      | Fr      | Sa      | So      |
| ------- | ------- | ------- | ------- | ------- | ------- | ------- | ------- |
| 40      |         |         | 1       | 2       | 3       | 4       | 5       |
| 41      | 6       | 7       | 8       | 9       | 10      | 11      | 12      |
| 42      | 13      | 14      | 15      | 16      | 17      | 18      | 19      |
| 43      | 20      | 21      | 22      | 23      | 24      | 25      | 26      |
| 44      | 27      | 28      | 29      | 30      | 31      |         |         |

| November | November | November | November | November | November | November | November |
| Kw       | Mo       | Di       | Mi       | Do       | Fr       | Sa       | So       |
| -------- | -------- | -------- | -------- | -------- | -------- | -------- | -------- |
| 44       |          |          |          |          |          | 1        | 2        |
| 45       | 3        | 4        | 5        | 6        | 7        | 8        | 9        |
| 46       | 10       | 11       | 12       | 13       | 14       | 15       | 16       |
| 47       | 17       | 18       | 19       | 20       | 21       | 22       | 23       |
| 48       | 24       | 25       | 26       | 27       | 28       | 29       | 30       |

| Dezember | Dezember | Dezember | Dezember | Dezember | Dezember | Dezember | Dezember |
| Kw       | Mo       | Di       | Mi       | Do       | Fr       | Sa       | So       |
| -------- | -------- | -------- | -------- | -------- | -------- | -------- | -------- |
| 49       | 1        | 2        | 3        | 4        | 5        | 6        | 7        |
| 50       | 8        | 9        | 10       | 11       | 12       | 13       | 14       |
| 51       | 15       | 16       | 17       | 18       | 19       | 20       | 21       |
| 52       | 22       | 23       | 24       | 25       | 26       | 27       | 28       |
| 1        | 29       | 30       | 31       |          |          |          |          |

## Ereignisse

### Politik und Weltgeschehen

#### Deutsches Kaiserreich
- 29. Januar: Die sozialdemokratische Tageszeitung Vorwärts veröffentlicht ein Geheimpapier der Kaiserlichen Marine, in dem der damalige Vizeadmiral Alfred von Tirpitz detaillierte Rüstungspläne über eine Flottenerweiterung aufführt. Die Veröffentlichung weitet sich zu einem Skandal aus, da sich selbst die regierungstreuen Zentrumsorgane von Tirpitz hintergangen fühlen.
- 1. Februar: Der Vertrag zwischen der Reichspostverwaltung und dem Königreich Württemberg über die Verwendung einheitlicher Freimarken tritt in Kraft.
- 7. Februar: Tirpitz bestätigt die Authentizität des veröffentlichten Geheimpapiers, sieht darin aber keine verfänglichen Äußerungen, da er schon 1900 offen über diese Pläne gesprochen habe.
- 5. Juni: Das preußische Abgeordnetenhaus beschließt die Erhöhung des sogenannten Polenfonds um 150 Millionen Mark auf insgesamt 350 Millionen Mark. Des Weiteren erteilt das Abgeordnetenhaus der Regierung die Ermächtigung, Grundbesitz polnischer Eigentümer für 100 Millionen Mark zu kaufen. Der Polenfond enthält die finanziellen Mittel zum Vollzug des Ansiedlungsgesetzes von 1886, das die Ansässigkeit deutscher Bauern in den Ostprovinzen regelt.
- 19. Juni: Thronwechsel in Sachsen. Auf Albert folgt sein Bruder Georg.
- 28. Juni: Der Dreibund-Vertrag von 1882 zwischen dem Deutschen Reich, Österreich-Ungarn und Italien wird zum dritten Mal verlängert.
- 1. November: Frankreich und Italien unterzeichnen einen Geheimbund-Vertrag, der den erst am 28. Juni 1902 verlängerten Dreibund-Vertrag de facto aufhebt.
- 5. Dezember: Das Deutsche Reich und der Heilige Stuhl einigen sich über die Errichtung einer katholisch-theologischen Fakultät an der Universität Straßburg.
- 13. Dezember: Der Reichstagsabgeordnete Otto Antrick hält mit insgesamt 8 Stunden Dauer die bis heute längste Rede in einem deutschen Parlament. Er verzögert damit die Abstimmung über die Änderung eines Zolltarifgesetzes.
- 14. Dezember: Der Deutsche Reichstag verabschiedet die Kompromissfassung eines neuen Zolltarifgesetzes. Die Diskussionen über das Gesetz dauerten über ein Jahr.
- 31. Dezember: Als Interessenvertretung der über 300.000 polnischen Bergarbeiter im Ruhrgebiet wird die Polnische Bergarbeitergewerkschaft (ZZP) gebildet. Die Polnische Bergarbeitergewerkschaft wird nach den Freien und Christlichen Gewerkschaften der drittgrößte Bergarbeiterverband im Deutschen Reich werden.

#### Weitere Ereignisse in Europa
- 1. Januar: Josef Zemp wird neuer Schweizer Bundespräsident.
- 1. Januar: Ein Depeschenwechsel zwischen Petersburg und Paris betont die gegenseitige Freundschaft.
- 15. Januar: In Italien werden Arbeitsämter eröffnet. Bislang wurde in Italien die Arbeitsvermittlung von Privatleuten, Syndikaten und von der Mafia geregelt.
- 7. März: Die türkische Regierung verbietet an armenischen Schulen den muttersprachlichen Unterricht.
- 18. April: Der 22-jährige russische Revolutionär Jossif Wissarionowitsch Dschugaschwili, der sich später Stalin nennt, wird verhaftet. Er soll Arbeiterunruhen in Batumi angeführt haben.
- 17. Mai: Der 16-jährige Alfons XIII. besteigt an seinem Geburtstag den spanischen Thron.
- 12. Juli: Der britische Premierminister Salisbury tritt aus Altersgründen mit 72 Jahren zurück, sein Nachfolger wird Arthur James Balfour.
- 17. Juli: Ein panarmenischer Kongress in Brüssel ruft die europäischen Mächte zum Schutz der armenischen Christen vor den türkischen Muslimen auf.
- 19. Juli: Der Bundesrat beschließt, in der Schweiz die neuen deutschen Rechtschreibregeln zu übernehmen.
- 9. August: In London wird König Eduard VII. feierlich gekrönt.
- 2. Dezember: In Rostow am Don streiken 3000 Arbeiter der Werkstätten der Wladikawkas-Eisenbahn für höhere Löhne und kürzere Arbeitszeiten. Bei Einsätzen des Militärs gegen die Streikenden werden vier Arbeiter getötet, etwa 40 verwundet und über 100 verhaftet. Am 12. Dezember 1902 beenden die Arbeiter den Streik, obwohl ihnen keine Lohnerhöhungen und Arbeitszeitkürzungen zugestanden wurden.
- 15. Dezember: In Frankreich beginnt eine nationale Spendenaktion zur Errichtung von Tuberkuloseheilstätten.

#### China nach dem Boxeraufstand
- 7. Januar: Kaiserinwitwe Cixi kehrt nach ihrer Flucht in die Verbotene Stadt von Peking zurück und übernimmt wieder die Regierungsgewalt über China.
- 14. Januar: General Tung Fuhsian, einer der Führer des Boxeraufstandes, wird hingerichtet. Die Ermordung ist eines der Zugeständnisse der Kaiserinwitwe Cixi an die ausländischen Mächte, die ihr die Regierungsgewalt zurückgaben.

#### Amerika und Karibik
- 9. Januar: Sturz des Präsidenten von Paraguay, Emilio Aceval; Nachfolger wird Hector Carvallo.
- 23. April: In Washington, D.C. unterzeichnen US-Außenminister John Milton Hay und der kolumbianische Botschafter Thomas Herran einen Vertrag, der die Rechte zum Weiterbau des Panama-Kanals den USA überträgt. Der Bau wurde 1881 von Frankreich begonnen. Nachdem Tausende von Arbeitern an Malaria und Gelbfieber starben, boten sie den Verkauf der Baurechte in Höhe von 40 Mio. US-Dollar an.
- 20. Mai: Kuba erlangt mit dem Amtsantritt des am 31. Dezember auf Druck der USA ohne Gegenkandidaten gewählten Tomás Estrada Palma die formale Unabhängigkeit von den USA. Die Souveränität des Landes ist bis 1934 durch das Platt Amendment eingeschränkt.

Andengrenzvertrag 1902

- 20. November: Basierend auf den sogenannten Mai-Verträgen zwischen Chile und Argentinien legte König Eduard VII. von Großbritannien in einem Schiedsspruch die Grenze zwischen beiden Staaten in Patagonien fest.

#### Afrika

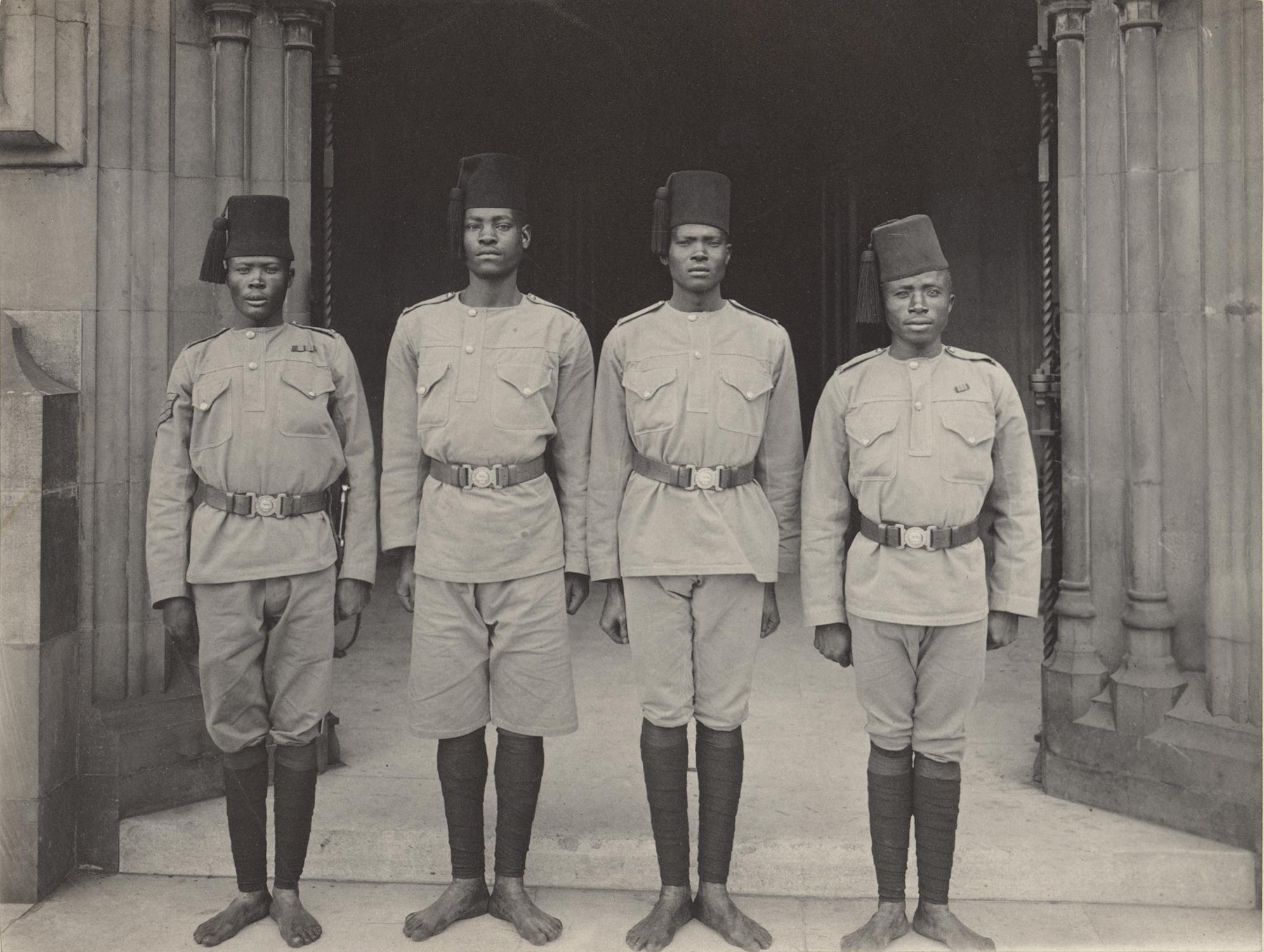
Ein Unteroffizier und drei Soldaten der K.A.R. (1902)

- 1. Januar: Aus den bereits bestehenden Regimentern Central African Rifles, Uganda Rifles und East Africa Rifles wird in Britisch-Ostafrika das Infanterieregiment King’s African Rifles gebildet.
- 31. Mai: Mit dem Friedensvertrag von Vereeniging endet der Burenkrieg in Südafrika.
- 1. November: Italien und Frankreich einigen sich in einem Geheimvertrag über die Abgrenzung ihrer Interessensphären in Nordafrika (Libyen, Tunesien).
- 10. Dezember: In Ägypten wird 6 km südlich von Assuan ein 300 km langer, 2 km breiter und 5,3 Milliarden Kubikmeter Wasser fassender Staudamm eingeweiht. Das an ihm angeschlossene Kraftwerk liefert jährlich 10 Milliarden kWh Strom.

#### Australien
- 12. Juni: Australische Frauen haben erstmals das Recht, in das Repräsentantenhaus und den Senat gewählt zu werden.

#### Weitere internationale Ereignisse
- 30. Januar: Das Vereinigte Königreich und das Kaiserreich Japan gehen die Anglo-Japanische Allianz ein.
- 29. November: Das Haager Schiedsgericht entscheidet im Streitfall um Ansprüche auf das Beringmeer zugunsten der USA und gegen Großbritannien.

### Wirtschaft

#### Arbeitskampf
- 26. Januar: Der katholische Gewerkschaftsbund Italiens wird in Mailand gegründet.
- 5. Februar: Die Streiks von französischen Bergleuten, die einen Acht-Stunden-Arbeitstag forderten, führen zu einer Arbeitszeitregelung von 9 Stunden pro Arbeitstag. Da die Gewerkschaften mit diesem Ergebnis nicht zufrieden sind, werden die Arbeitskämpfe nach einer mehrwöchigen Pause wieder aufgenommen.
- 16. Februar: In Barcelona wird der Generalstreik für Katalonien ausgerufen, an dem sich mehr als 100.000 Arbeiter beteiligen. In Saragossa wird nach blutigen Auseinandersetzungen mit dem Militär der Kriegszustand verhängt.
- 22. März: In Batumi wird eine Protestdemonstration streikender Arbeiter von Militär- und Polizeieinheiten blutig niedergeschlagen. Es werden 15 Arbeiter getötet, 54 verletzt und rund 500 verhaftet.
- 23. März: In Italien wird die Kinderarbeit verboten. Die Altersgrenze für Jungen liegt nun bei 12 Jahren, für Mädchen wurde die Altersgrenze auf 15 Jahre festgesetzt.
- 12. Mai: Der Anthrazit-Streik beginnt in den USA; er wird nach mehreren Monaten durch die Vermittlung des Präsidenten Theodore Roosevelt am 23. Oktober beendet.

#### Champagnerkrieg

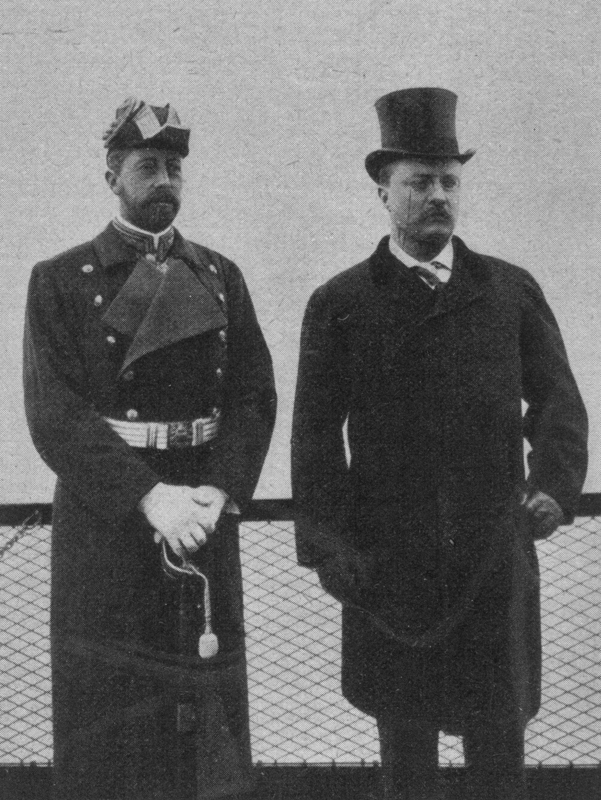
Prinz Heinrich von Preußen und Theodore Roosevelt während der Taufe der Yacht auf Shooters-Island

- 25. Februar: Die Schiffstaufe der Meteor III löst den zwei Jahre dauernden sogenannten Champagnerkrieg zwischen dem französischen Schaumweinhersteller Moët & Chandon und seinem deutschen Konkurrenten Söhnlein & Co., Rheingauer Schaumweinkellerei Act. Ges. aus.

#### Patente und Urheberrecht
- 1. Januar: Das deutsche Urheberrechtsgesetz tritt in Kraft.
- 25. April: Das Fotoobjektiv Tessar wird vom Jenaer Unternehmen Carl Zeiss zum Patent angemeldet.

#### Verkehr
- 1. Januar: Die Schweizerische Bundesbahnen AG nimmt ihren Betrieb auf.
- 16. Januar: Deutschland erhält von der Türkei die Konzession für den Bau der Bagdadbahn von Konya nach Bagdad.
- 24. Januar: In Frankreich werden die Eisenbahnen verstaatlicht.

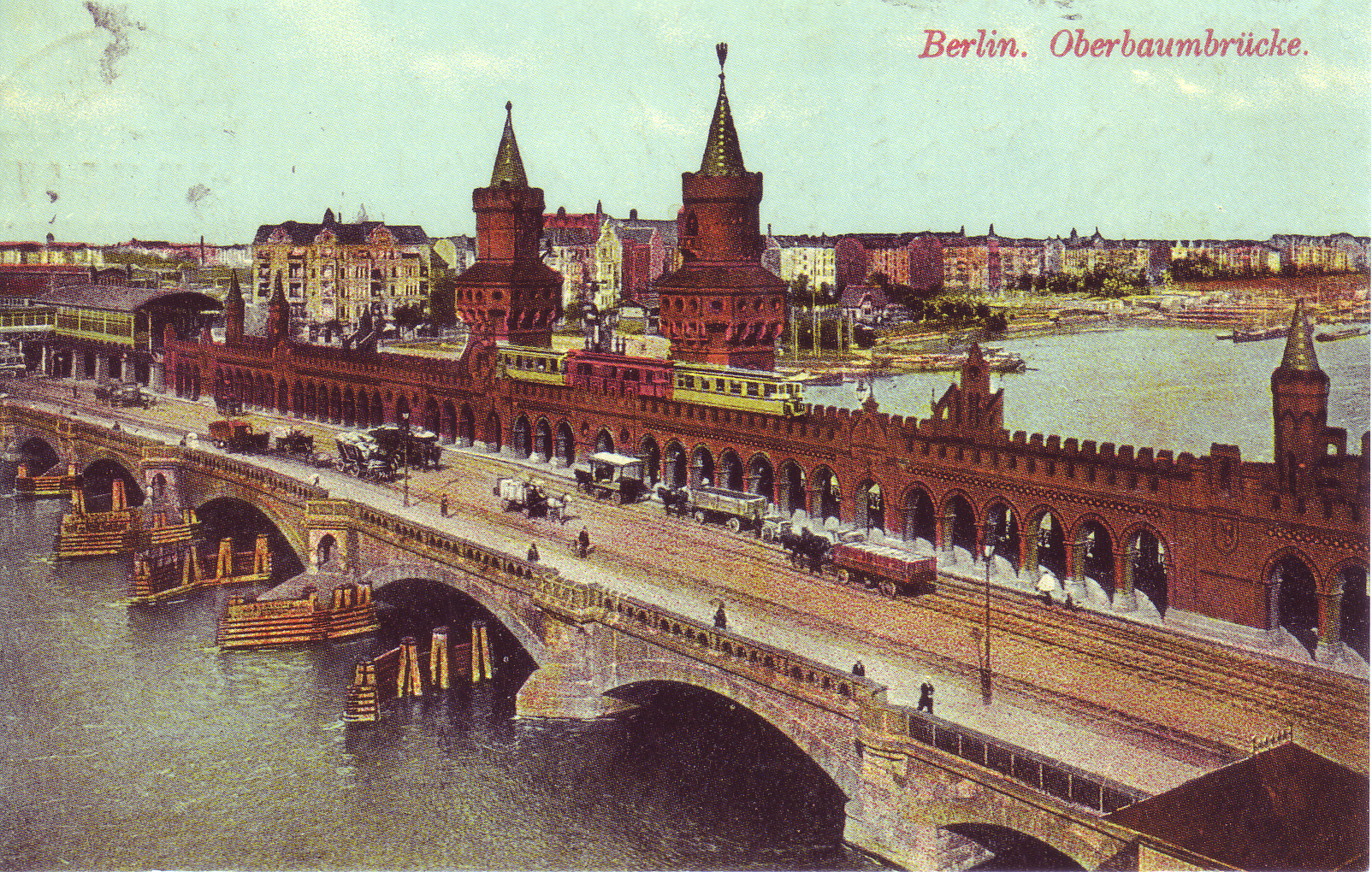
Oberbaumbrücke

- 18. Februar: Die erste Strecke der Berliner U-Bahn zwischen Warschauer Brücke und Nollendorfplatz wird eröffnet.
- 4. März: In Cleveland, Ohio, wird der Verkehrsclub American Automobile Association gegründet.
- 5. März: In Hamburg wird die Libelle als Inspektionsboot des Gouvernements von Kamerun nach erfolgreicher Probefahrt behördlich abgenommen.
- 27. Mai: In Karlsruhe wird der neue Rheinhafen eingeweiht.
- 5. November: Das Schwimmdock für Daressalam wird als gebrauchsfähig in die Flottille von Deutsch-Ostafrika aufgenommen.

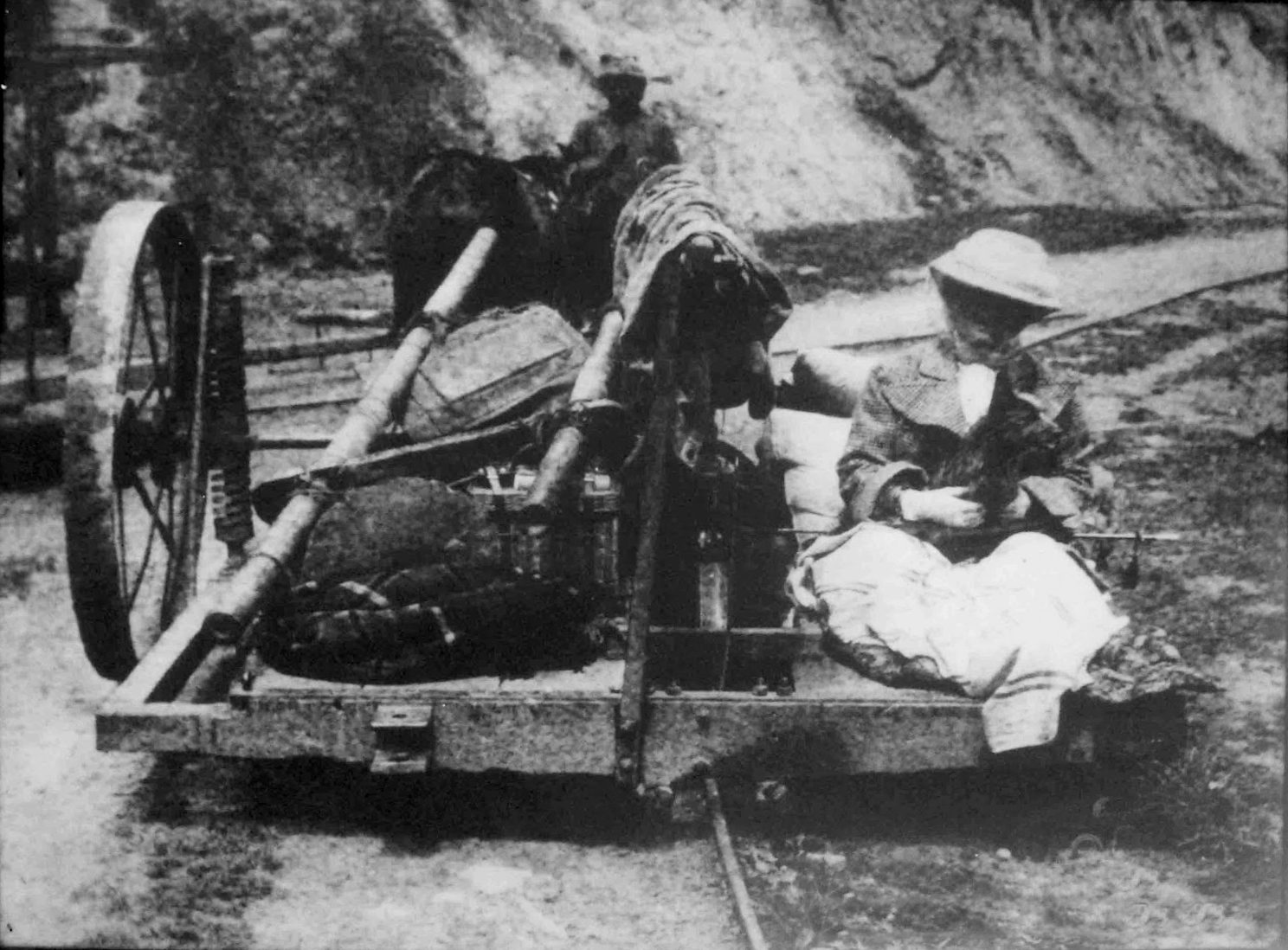
Kundala Valley Railway

- Die Kundala Valley Railway, Indiens erste Einschienenbahn wird bei Munnar in Kerala nach dem von William Thorold entwickelten Ewing-System errichtet. Die Züge werden von Ochsen gezogen.

#### Unternehmensgründungen
- 17. Juni: In Tianjin wird die erste chinesischsprachige Zeitung Ta Kung Pao (Große Allgemeine Zeitung) gegründet.
- 22. August: Henry M. Leland gründet die Cadillac Automobile Company in Detroit.
- August Thyssen und Hugo Stinnes erwerben mittels eines von ihnen geführten Konsortiums unter Beteiligung der Deutschen Bank, der Dresdner Bank und der Disconto-Gesellschaft die Mehrheit an der RWE.
- Gründung des Unternehmens Minnesota Mining & Manufacturing Co. (unter der Bezeichnung 3M bekannt) in St. Paul, Minnesota

### Wissenschaft und Technik

#### Antarktisforschung
- 30. Januar: Die britische Discovery-Expedition unter Robert Falcon Scott entdeckt in der Antarktis die Edward-VII-Halbinsel.
- 22. Februar: Die deutsche Gauß-Expedition unter der Leitung des Polarforschers Erich von Drygalski entdeckt in der Antarktis einen unbekannten Festlandteil, der zu Ehren des Geldgebers Kaiser-Wilhelm-II.-Land genannt wird.
- 29. März: Bei der deutschen Südpolarexpedition sichtet Erich von Drygalski in einem Fesselballon als erster Mensch den erloschenen Vulkan Gaußberg in der Antarktis.
- 2. November: Die Scottish National Antarctic Expedition beginnt.

#### Naturwissenschaften
- Ernest Rutherford und Frederick Soddy entwickeln die Theorie vom Atomzerfall unter Aussendung von Alpha- und Betastrahlen.
- Léon-Philippe Teisserenc de Bort entdeckt die Stratosphäre und die Tropopause.
- Entdeckung der Boyschen Fläche

#### Lehre und Forschung
- 13. Januar: Im Roten Rathaus in Berlin entsteht die erste Volkshochschule im Deutschen Reich.
- 28. Januar: Andrew Carnegie stiftet zehn Millionen US-Dollar für wissenschaftliche Zwecke. Es entsteht hierdurch die Carnegie Institution of Washington.
- Ferdinando Bocconi gründet in Mailand die private Wirtschaftsuniversität Luigi Bocconi im Andenken an seinen verstorbenen Sohn.

#### Technische Entwicklungen
- 9. April: Charles Stewart Rolls stellt in Achères bei Paris mit 101,547 km/h den ersten Geschwindigkeitsrekord für Benzin-Kraftfahrzeuge mit einem Mors auf.

Baker Torpedo

- 31. Mai: Beim Versuch, auf Staten Island einen neuen Geschwindigkeitsrekord aufzustellen, rast der von der Baker Motor Vehicle Company gebaute Baker Torpedo mit Walter C. Baker am Steuer in eine Zuschauergruppe. Zwei Menschen kommen bei dem Unfall ums Leben.
- 19. September: Der Flugschiffkonstrukteur und Luftschiffer Stanley Spencer überfliegt als erster London.

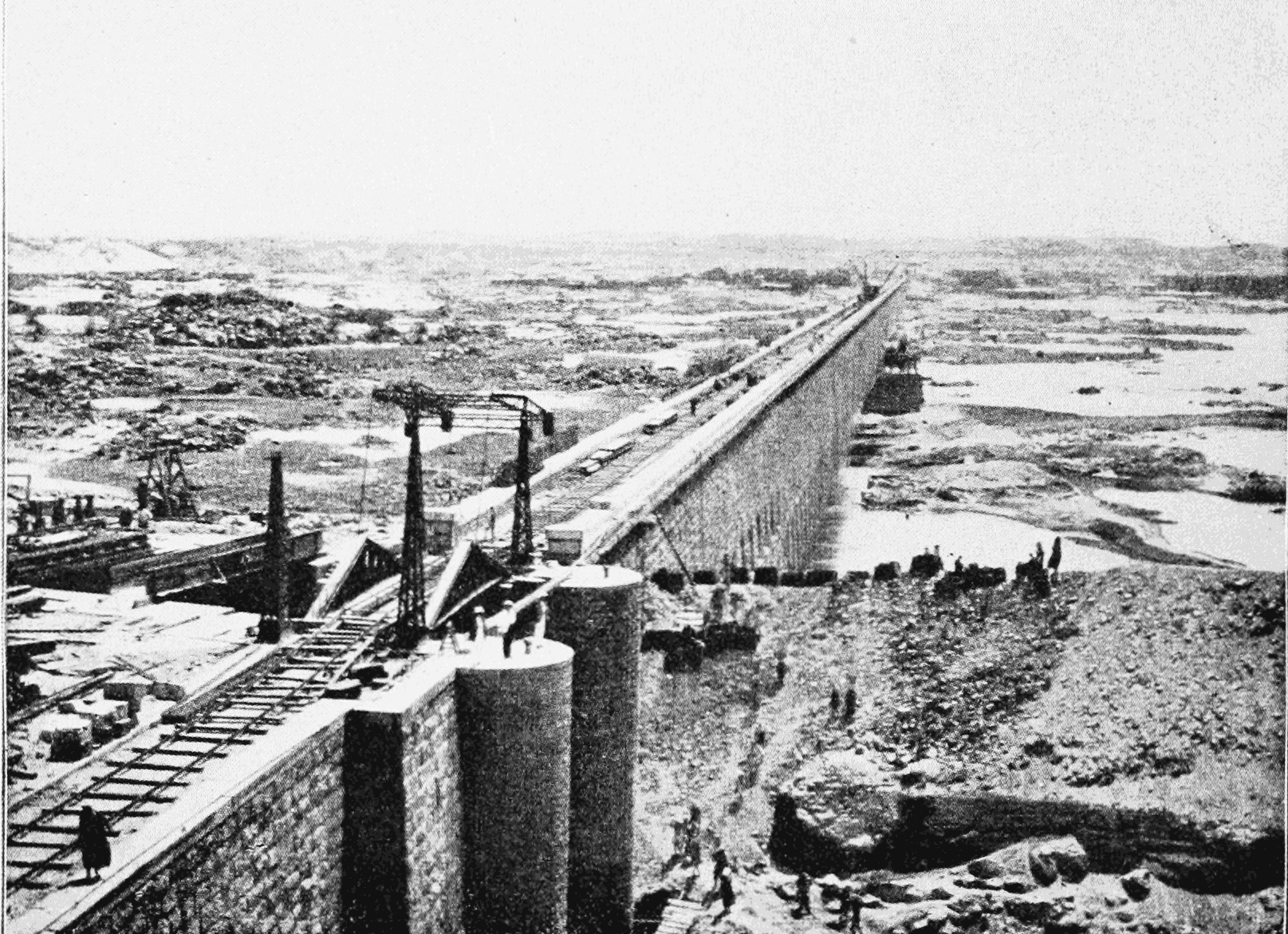
Der Damm während der Fertigstellung

- 10. Dezember: Die Assuan-Staumauer, die nach den am Nildelta gelegenen Barrages älteste Talsperre am Nil, wird in Betrieb genommen.

#### Sonstiges
- 17. Mai: Der griechische Archäologe Valerios Stais entdeckt in einem Klumpen aus korrodiertem Material aus einem Schiffswrack den Mechanismus von Antikythera, ein antikes Artefakt aus Zahnrädern.

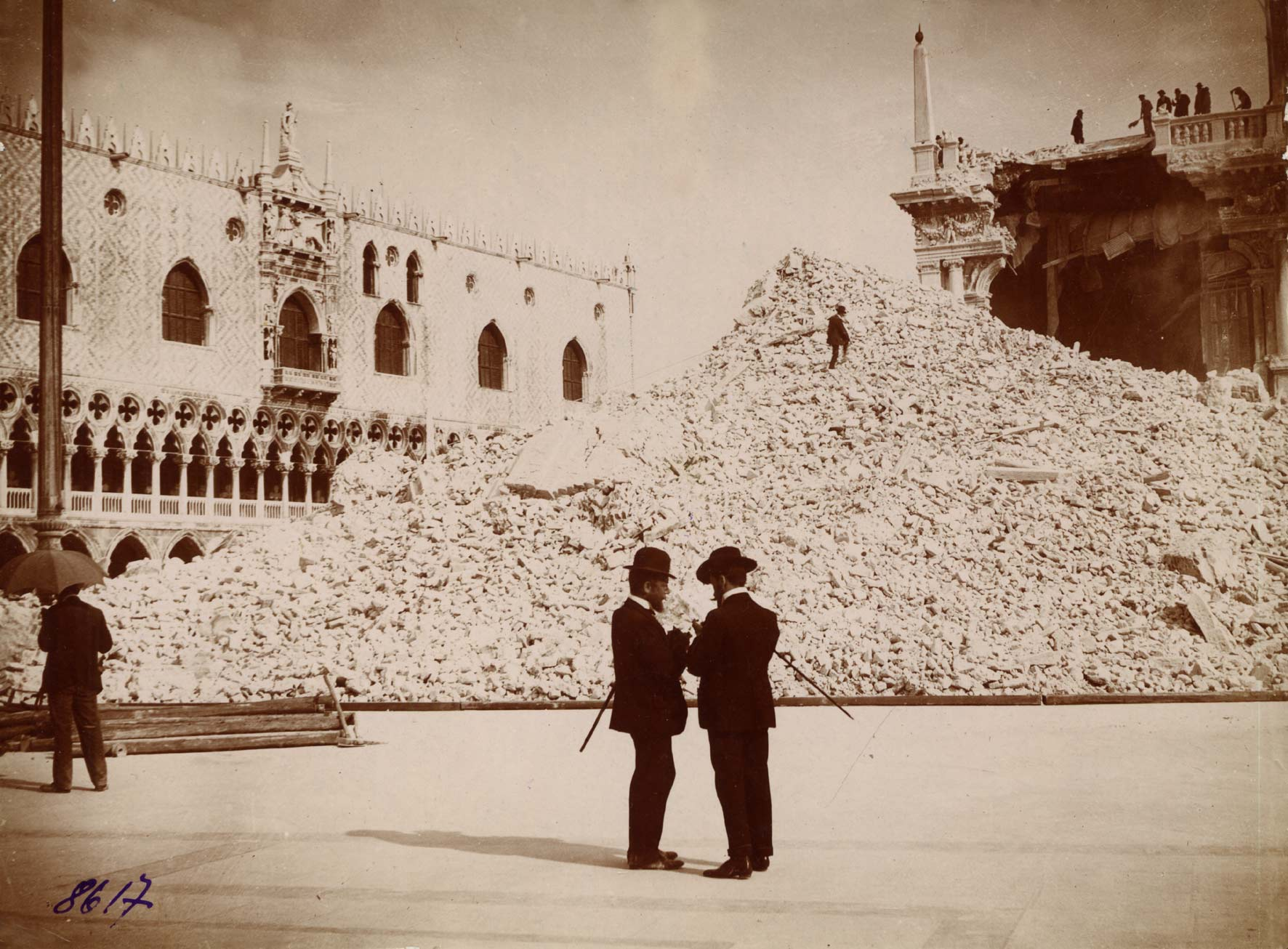
Die Trümmer des Campanile am 14. Juli

- 14. Juli: Der Markusturm in Venedig stürzt ein, nachdem sich schon Tage vorher große Risse im Mauerwerk gebildet haben, die darauf zurückzuführen sind, dass man die Metallanker im Turminneren entfernt hat, um einen Aufzug einzubauen.
- Otto Schulze erhält beim Deutschen Patentamt ein Patent für den Tachometer.
- Nach aktuellen Modellrechnungen ist 1902 das frühestmögliche Jahr, in dem das HI-Virus zum ersten Mal einen Menschen infiziert haben kann.

### Kultur

#### Film
- 1. September: Der Science-Fiction-Film Die Reise zum Mond von Georges Méliès hat seine Uraufführung im Pariser Olympia.

#### Bildende Kunst

##### Fotografie
- Edward Steichen, Frank Eugene und Alfred Stieglitz gründen in New York City die Photo-Secession, einen Club, der sich für die Fotografie als künstlerisches Ausdrucksmittel einsetzt.

##### Malerei

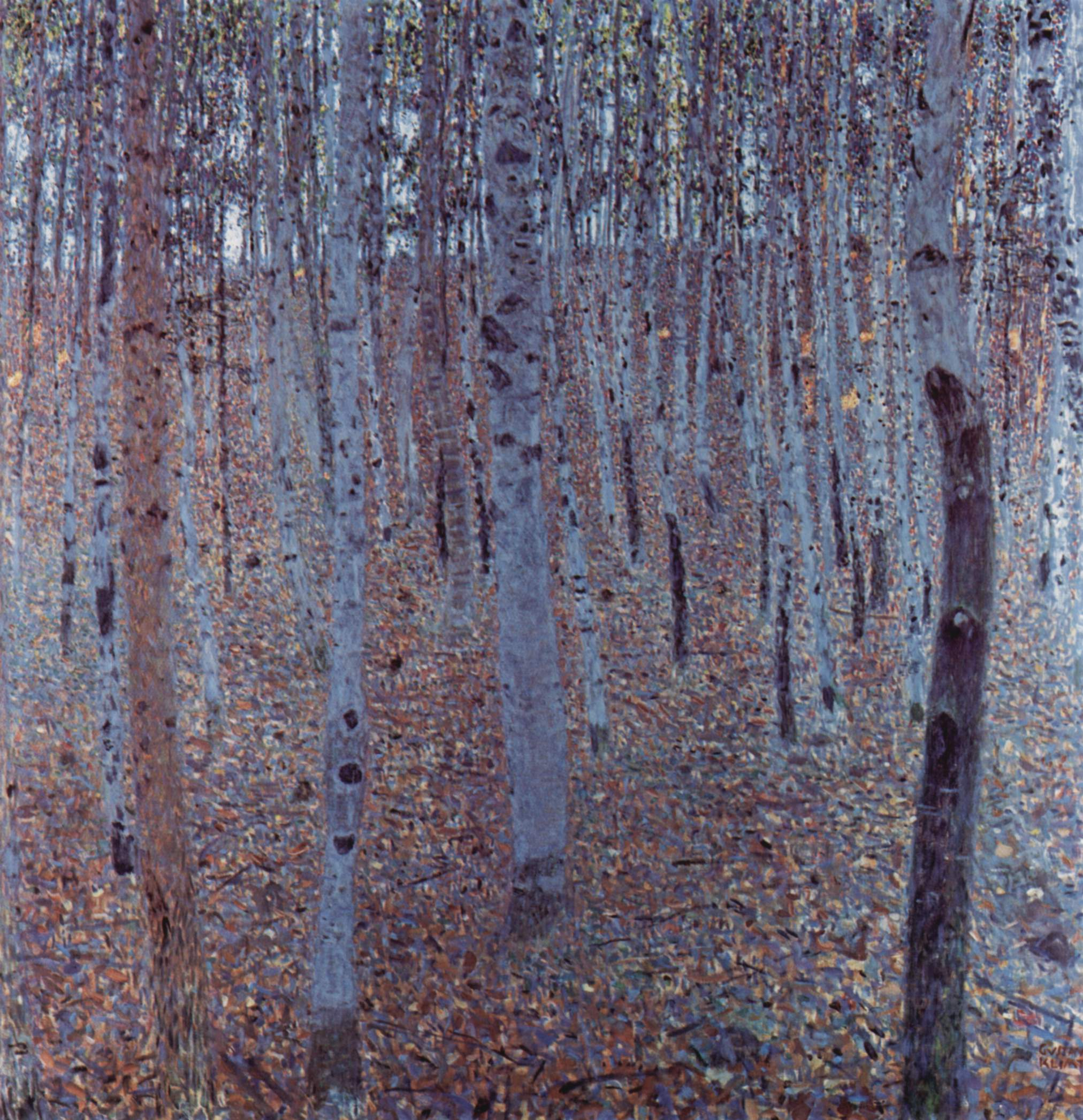
Gustav Klimt: Buchenhain, 1902, Öl auf Leinwand

- 1. Januar: Eröffnung einer Sonderausstellung mit Werken des griechisch-spanischen Malers El Greco im Prado von Madrid. Die Gemälde waren in Vergessenheit geraten und erregen erhebliches Aufsehen.
- 25. Oktober: Das Städtische Museum in Elberfeld wird eröffnet.

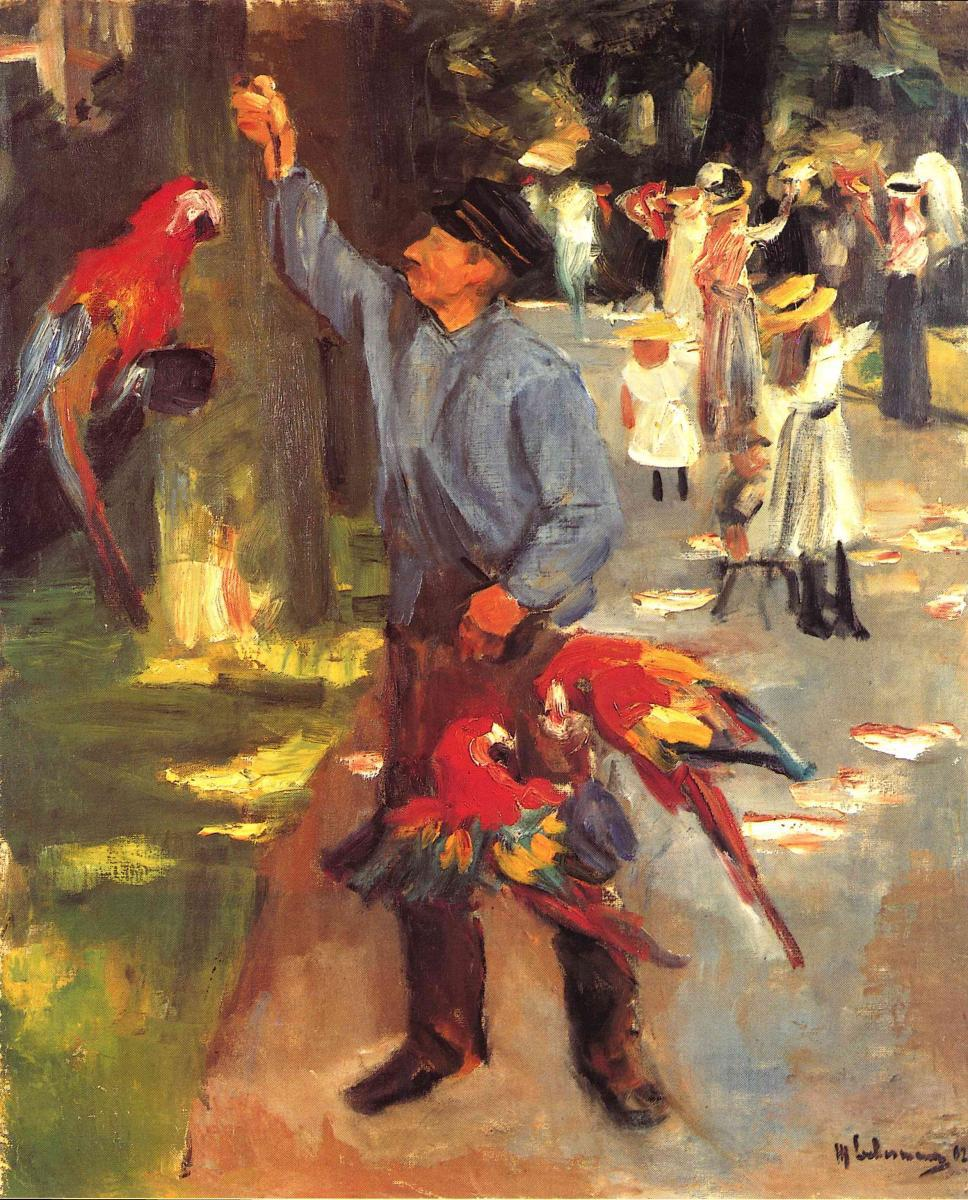
Max Liebermann: Papageienmann im Amsterdamer Zoo, 1902, Öl auf Leinwand

- Gustav Klimt malt den Beethovenfries.
- Gründung der Kunstzeitschrift ARTnews
- Eröffnung des Kunstmuseums Solothurn

#### Musik und Theater

##### Sprechtheater
- 5. Januar: Am Berliner Belle-Alliance-Theater erlebt Georg Büchners 1835 entstandenes Drama Dantons Tod, das lange Zeit als unspielbar gegolten hat, als Produktion des Vereins Neue Freie Volksbühne seine Uraufführung.
- 2. April: Uraufführung des irisch-patriotischen Dramas Cathleen, die Tochter Houlihans von William Butler Yeats in Dublin
- 7. Mai: Die Uraufführung des symbolistischen Dramas Monna Vanna von Maurice Maeterlinck erfolgt am Nouveau-Théâtre in Paris.
- 2. August: Emil Rosenows Dialektkomödie Kater Lampe wird in einem Breslauer Theater uraufgeführt.
- 19. Oktober: Uraufführung der Komödie Die Lokalbahn von Ludwig Thoma in München
- 1. November: Eröffnung des neuen Schauspielhauses in Frankfurt am Main
- 6. November: Uraufführung des Dramas Adriana Lecouvreur von Francesco Cilea am Teatro Lirico in Mailand
- 29. November: Uraufführung der Sage Der arme Heinrich von Gerhart Hauptmann am Wiener Burgtheater
- 31. Dezember: Maxim Gorkis bekanntestes Drama Nachtasyl – Szenen aus der Tiefe (russisch На дне) wird am Moskauer Künstlertheater unter der Regie von Konstantin Stanislawski uraufgeführt.

##### Musiktheater
- 17. Januar: Die Uraufführung der Oper Les Guelfes von Benjamin Godard erfolgt am Théâtre des Arts in Rouen.
- 31. März: Uraufführung der Operette Lysistrata von Paul Lincke in Berlin
- 30. April: Die Uraufführung des lyrischen Dramas Pelléas et Mélisande von Claude Debussy auf eine Adaption des gleichnamigen Schauspiels von Maurice Maeterlinck findet an der Opéra-Comique in Paris statt.
- 6. Oktober: Die Uraufführung der Oper Das war ich! von Leo Blech findet an der Dresdner Hofoper statt. Das Libretto stammt von Richard Batka unter Verwendung des gleichnamigen Schauspiels von Johann Hutt.
- 21. November: Uraufführung der Operette Wiener Frauen von Franz Lehár am Theater an der Wien in Wien
- 28. November: Uraufführung der Oper Saul und David von Carl Nielsen in Kopenhagen
- 16. Dezember: Uraufführung der Oper Götz von Berlichingen von Karl Goldmark an der Nationaloper in Budapest
- 20. Dezember: Am Carltheater in Wien findet die Uraufführung der Operette Der Rastelbinder von Franz Lehár statt. Das Libretto stammt von Victor Léon.
- 25. Dezember: Uraufführung der Oper Kaschtschei der Unsterbliche (Orig.: Kaschtschei bessmertny) von Nikolai Rimski-Korsakow an der Solodownikow-Privatoper in Moskau

##### Instrumentalmusik
- 25. Januar: In St. Petersburg wird Alexander Skrjabins 2. Sinfonie uraufgeführt.
- 18. März: Uraufführung des Streichsextetts Verklärte Nacht von Arnold Schönberg in Wien.
- 5. April: Uraufführung des Klavierstücks Jeux d'Eau von Maurice Ravel

#### Literatur

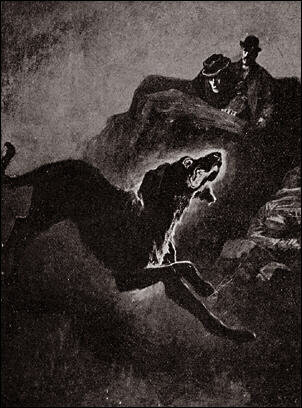
Sidney Pagets Illustration aus dem Strand Magazine vom April

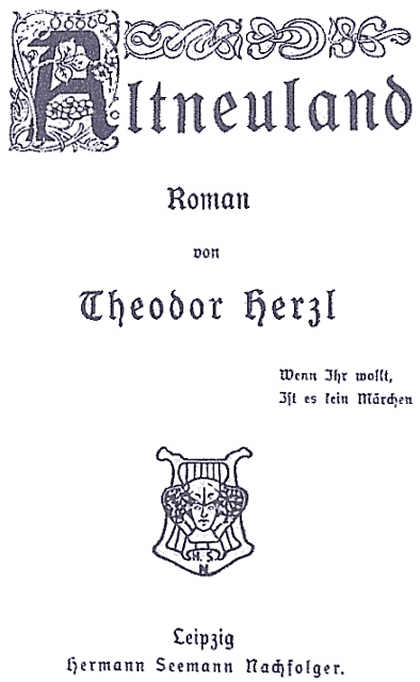
Theodor Herzl: Altneuland

### Gesellschaft
- 16. Juni: Albert Einstein erhält eine Anstellung als Experte III. Klasse am Patentamt in Bern.
- 22. November: Rüstungsmagnat Friedrich Alfred Krupp stirbt sieben Tage nachdem er öffentlich im Vorwärts als homosexuell geoutet wurde.
- Gründung der Jugendorganisation 4-H

### Religion
- 13. Januar: Mit seiner in einem Vortrag vor der Deutschen Orient-Gesellschaft geäußerten These, die jüdische Religion und das Alte Testament fußten auf babylonischen Wurzeln, löst der Assyriologe Friedrich Delitzsch den Babel-Bibel-Streit aus.
- 27. April: In Deutschland beginnt die erste Zeltmission auf der Anhöhe Tersteegensruh bei Mülheim an der Ruhr.
- 5. Juli: Die elfjährige Maria Goretti wird Opfer eines Sexualverbrechers, der ihr mehrere tödliche Messerstiche beibringt. Das Kind vergibt sterbend dem Täter und wird später heiliggesprochen.
- 22. November: Nach seinem Eindruck eines Abfalls vom Glauben und religiösen Zeremonien in der Kirche Böhmen und Mährens beruft Papst Leo XIII. mit der Enzyklika Quae ad nos dort eine Bischofskonferenz ein. Unter Leitung des Prager Kardinals Leo Skrbenský von Hříště sollen Wege zur Mängelbeseitigung gefunden werden.

### Katastrophen

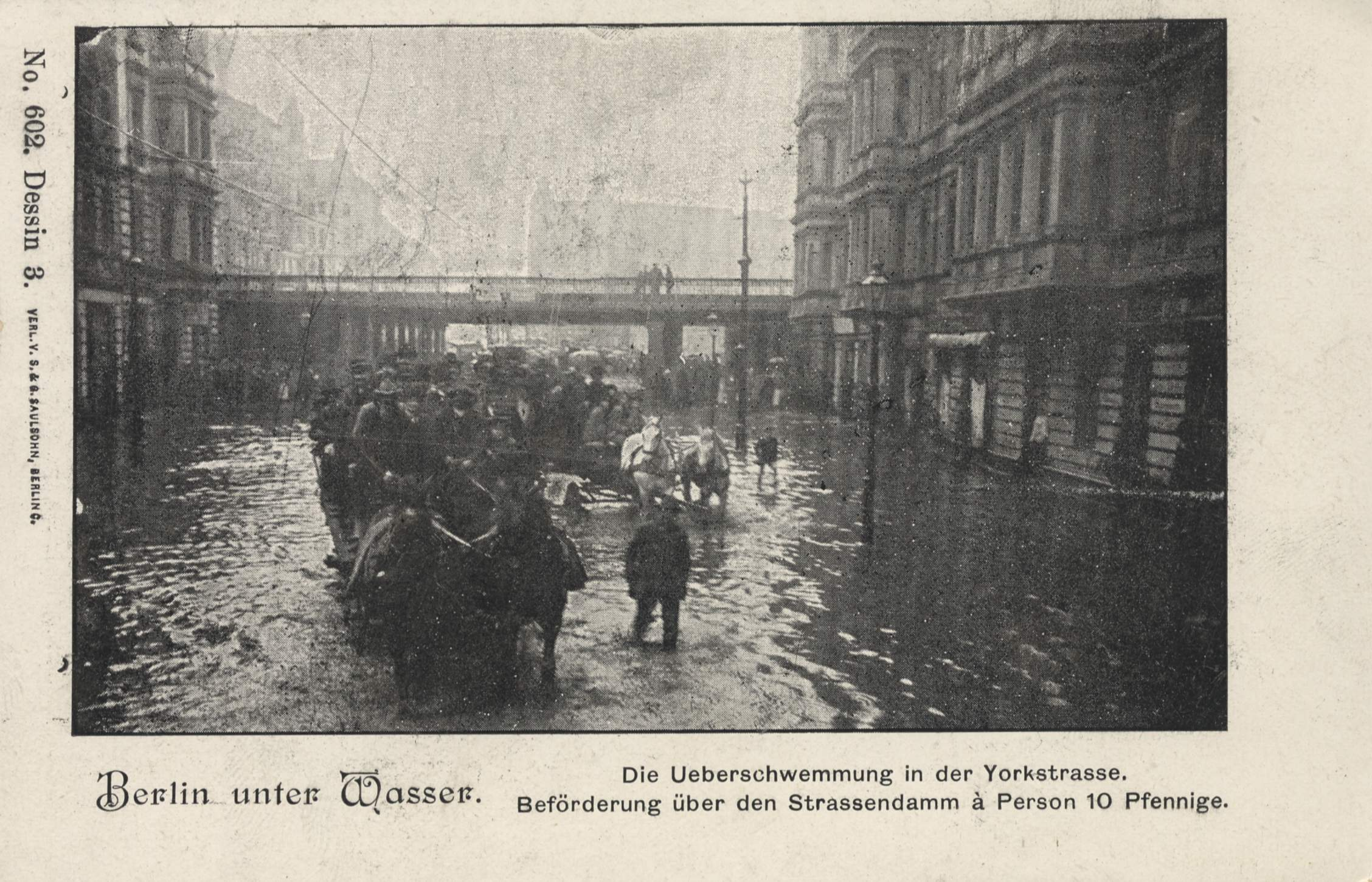
Berlin unter Wasser

- 14. April: Unwetter in Berlin: Nach einem Wolkenbruch stehen die Straßen stundenlang unter Wasser; es gibt Dammrutsche und Hauseinstürze.
- 19. April: Bei einem Erdbeben der Stärke 7,5 in Guatemala, Mittelamerika sterben ca. 2.000 Menschen.
- 6. Mai: Im Mündungsgebiet des Flusses Irrawaddy (Indischer Ozean) wird das britische Passagierschiff Camorta von einem Zyklon versenkt. Alle 739 Menschen an Bord sterben.

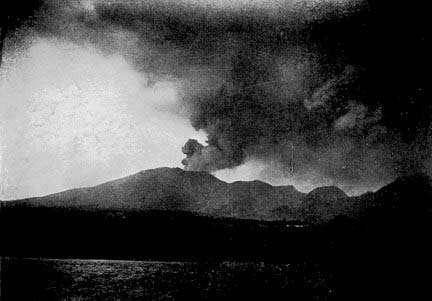
Der Mont Pelé am 26. Mai 1902, 18 Tage nach dem großen Ausbruch (Foto von Angelo Heilprin)

- 8. Mai: Ein Vulkanausbruch des Mont Pelé auf der Antilleninsel Martinique fordert etwa 30.000 Tote.
- 21. Juli: Der Vergnügungsdampfer Primus sinkt nach einer Kollision mit dem Schlepper Hansa auf der Niederelbe bei Hamburg. 101 von 206 Passagieren kommen ums Leben.
- 24. Oktober: Quetzaltenango, die zweitgrößte Stadt Guatemalas, wird durch einen Ausbruch des Vulkans Santa María weitgehend zerstört, eine Katastrophe, von der sie sich trotz Wiederaufbau nie wieder völlig erholt.
- 16. Dezember: Einem Erdbeben der Stärke 6,4 in Turkestan fallen ca. 4.500 Menschen zum Opfer.

Kleinere Unglücksfälle sind in den Unterartikeln von Katastrophe und in der Liste von Katastrophen aufgeführt.

### Natur und Umwelt

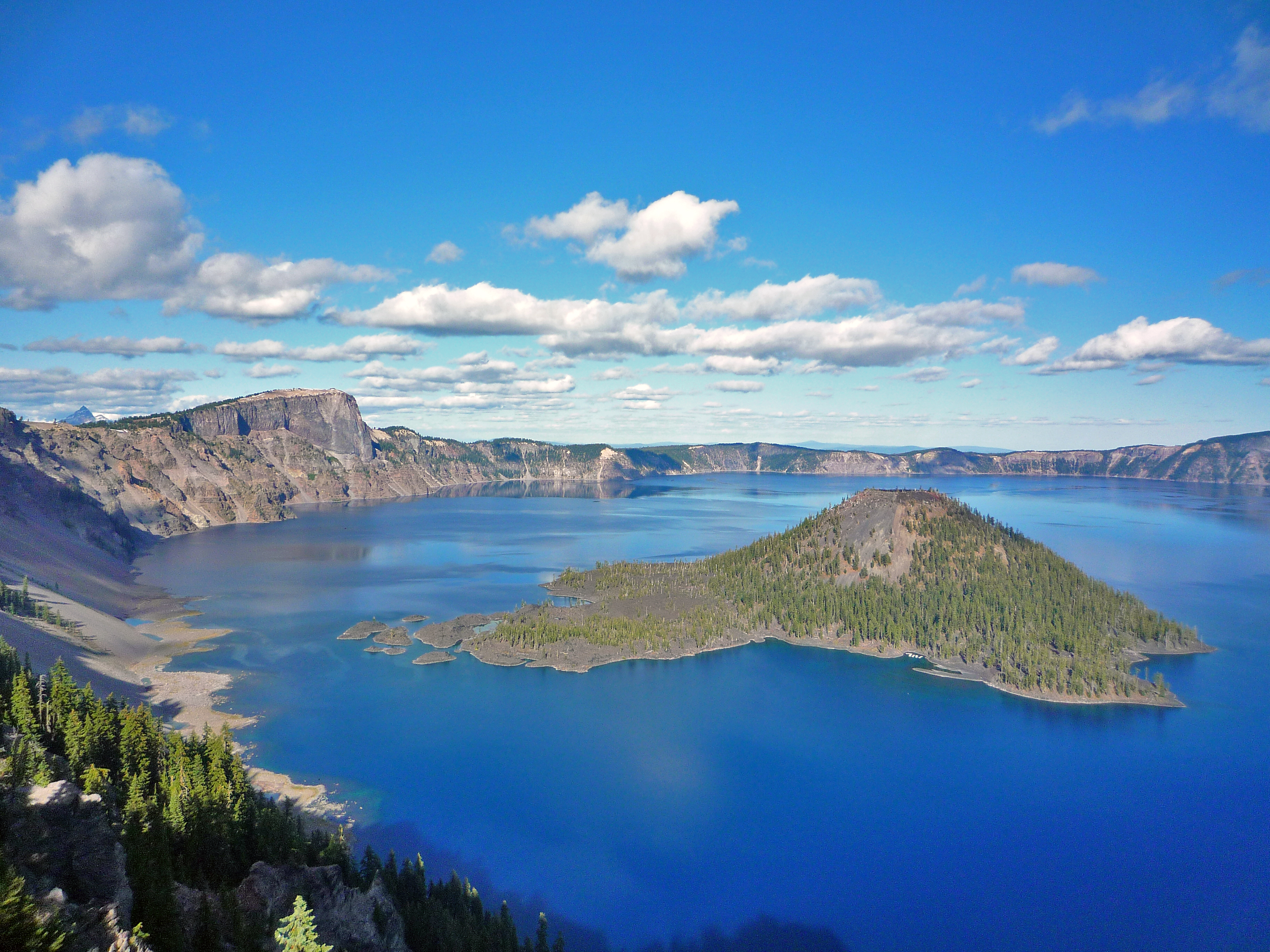
Crater-Lake-Nationalpark

- 22. Mai: Der Crater-Lake-Nationalpark im US-Bundesstaat Oregon wird eingerichtet. Er umfasst das Gebiet des Vulkans Mount Mazama und den 594 Meter tiefen Kratersee Crater Lake in dessen Caldera. Im Crater Lake befindet sich der berühmte schwimmende Baumstumpf Old Man of the Lake.

### Sport
- 1. Januar: Georg Hackenschmidt gelingt in Paris die Weltmeister-Revanche gegen Constant le Boucher im Ringen.
- 16. Februar: Das erste Skirennen in der Schweiz findet in der Nähe von Bern statt. Der Deutsche Heinrich von Dieskau gewinnt.
- 6. März: Real Madrid wird gegründet.
- 9. März: Der italienische Fußballverein Vicenza Calcio wird ins Leben gerufen.

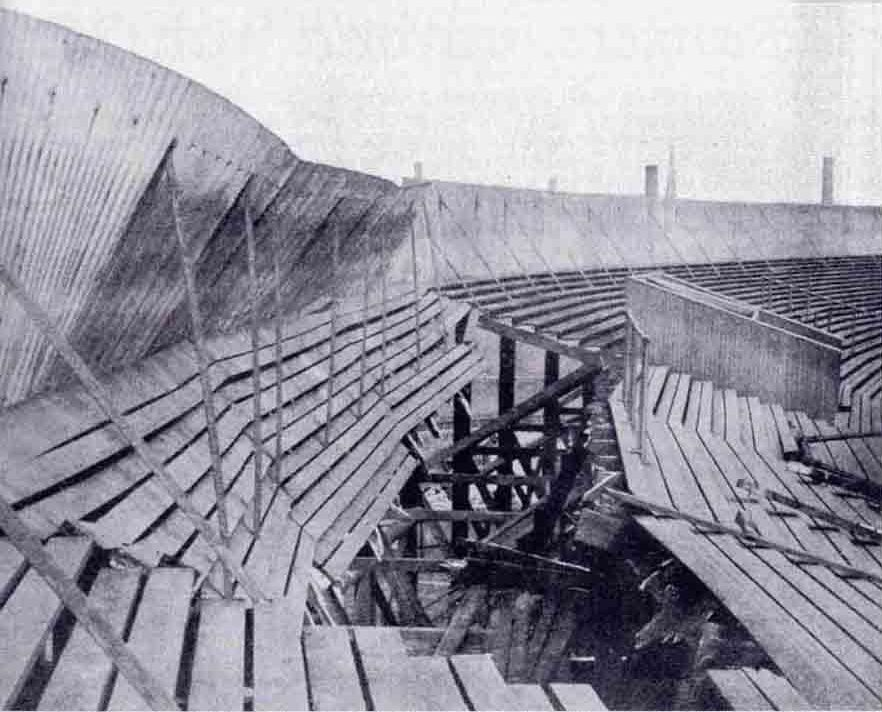
Zusammengebrochene West-Tribüne im Ibrox Park

- 5. April: Im Glasgower Fußballstadion Ibrox Park ereignet sich beim Länderspiel zwischen Schottland und England durch Zusammenbrechen einer Holztribüne die erste Ibrox-Katastrophe. Es gibt 25 tote und 517 verletzte Zuschauer. Das Fassungsvermögen des Stadions wird danach vorübergehend von 75.000 auf 25.000 Zuschauer verringert.
- 28. April: Der Fußballclub Manchester United entsteht durch Umbenennung, nachdem einige Geschäftsleute um den neuen Clubpräsidenten John Henry Davies durch eine Finanzspritze den Bankrott des bestehenden Newton Heath F. C. abwenden.
- 19. Mai: Der Deutsche Tennis Bund wird in Berlin gegründet.
- 10. August: Beim Internationalen Schwimm-Meeting in Wien setzt der Engländer John Arthur Jarvis zum ersten Mal den Stil „Crawl“ ein – und gewinnt.
- 18. August: Gründung des Fußballvereins Grazer AK
- 17. September: Der Meidericher SV (MSV Duisburg) wird gegründet.
- 12. Oktober: Das erste Länderspiel zweier nichtbritischer Mannschaften bestreiten in Wien Österreich und Ungarn. Ergebnis 5:0
- Im Italiencup (Florenz, Italien) (Motorsport) gewinnt Guido Adami.
- Der Hermannsweg zum Wandern wird im Teutoburger Wald eröffnet.

Einträge von Leichtathletik-Weltrekorden siehe unter der jeweiligen Disziplin unter Leichtathletik

### Nobelpreise
| Preis                                   | Person                             | Land                                                                | Begründung für die Preisvergabe | Bild                   |
| --------------------------------------- | ---------------------------------- | ------------------------------------------------------------------- | --- | ---------------------- |
| Nobelpreis für Physik                   | Hendrik Antoon Lorentz (1853–1928) | Niederlande                                                         | „als Anerkennung des außerordentlichen Verdienstes, den sie sich durch ihre Untersuchungen über den Einfluss des Magnetismus auf die Strahlungsphänomene erworben haben“ (Aufspaltung von Spektrallinien im Magnetfeld, Zeeman-Effekt) | Hendrik Antoon Lorentz |
| Nobelpreis für Physik                   | Pieter Zeeman (1865–1943)          | Niederlande                                                         | „als Anerkennung des außerordentlichen Verdienstes, den sie sich durch ihre Untersuchungen über den Einfluss des Magnetismus auf die Strahlungsphänomene erworben haben“ (Aufspaltung von Spektrallinien im Magnetfeld, Zeeman-Effekt) | Pieter Zeeman          |
| Nobelpreis für Chemie                   | Emil Fischer (1852–1919)           | Deutsches Reich                                                     | „als Anerkennung des außerordentlichen Verdienstes, den er sich durch seine synthetischen Arbeiten auf dem Gebiet der Zucker- und Puringruppen erworben hat“                                                                           | Emil Fischer           |
| Nobelpreis für Physiologie oder Medizin | Ronald Ross (1857–1932)            | Vereinigtes Königreich (geboren in Almora, Indien)                  | „für seine Arbeiten über Malaria, durch die er nachwies, wie die Krankheit in den Organismus gelangt, und damit den Grundstein legte für eine erfolgreiche Erforschung dieser Krankheit und ihrer Behandlungsmethoden“                 | Ronald Ross            |
| Nobelpreis für Literatur                | Theodor Mommsen (1817–1903)        | Deutsches Reich (geboren in Garding, Herzogtum Schleswig, Dänemark) | „dem gegenwärtig größten lebenden Meister der historischen Darstellungskunst, mit besonderer Berücksichtigung seines monumentalen Werkes ‚Römische Geschichte‘“                                                                        | Theodor Mommsen        |
| Friedensnobelpreis                      | Élie Ducommun (1833–1906)          | Schweiz                                                             | Leiter des Berner „Internationalen Ständigen Friedensbüro“ der „Interparlamentarischen Union für internationale Schiedsgerichtbarkeit“.                                                                                                | Élie Ducommun          |
| Friedensnobelpreis                      | Charles Albert Gobat (1843–1914)   | Schweiz                                                             | Leiter des Zentralbüros der „Interparlamentarischen Union für internationale Schiedsgerichtbarkeit“. | Albert Gobat           |

## Geboren

### Januar
- 01. Januar: Ernst Heinitz, deutscher Jurist und Rektor der FU Berlin († 1998)
- 01. Januar: Hans von Dohnanyi, deutscher Jurist und Widerstandskämpfer († 1945)
- 01. Januar: Walerian Sorin, sowjetischer Diplomat († 1986)
- 03. Januar: Mario Agustoni, Schweizer Politiker und Jurist († 1982)
- 03. Januar: Annelise Reichmann, deutsche Malerin und Grafikerin († 2000)
- 05. Januar: Reinhard Braun, deutscher Augenarzt und Hochschullehrer († 1981)
- 06. Januar: Max Güde, deutscher Jurist und Politiker († 1984)
- 06. Januar: Petrus Pavlicek, österreichischer Franziskaner († 1982)
- 07. Januar: Willy Ascherl, deutscher Fußballspieler († 1929)
- 07. Januar: Sumii Sue, japanische Schriftstellerin († 1997)
- 08. Januar: Franz Felke, deutscher Unternehmer († 1990)

Georgi Maximilianowitsch Malenkow

- 08. Januar: Georgi Malenkow, sowjetischer Politiker († 1988)
- 08. Januar: Gret Palucca, deutsche Tänzerin und Tanzpädagogin († 1993)
- 08. Januar: Giulio Ramponi, italienischer Techniker und Automobilrennfahrer († 1986)
- 08. Januar: Carl Rogers, US-amerikanischer Psychologe und Jugend-Psychotherapeut († 1987)
- 08. Januar: Kawakami Tetsutarō, japanischer Schriftsteller († 1980)
- 09. Januar: Emmi Pikler, ungarische Kinderärztin und Kleinkindpädagogin († 1984)
- 09. Januar: Josemaría Escrivá, Gründer des Opus Dei († 1975)
- 09. Januar: Josef Zotz, katholischer Priester und Widerstandskämpfer gegen das NS-Regime († 1941)
- 09. Januar: Rudolf Bing, Sänger und Leiter der Metropolitan Opera in New York († 1997)
- 11. Januar: Maurice Duruflé, französischer Komponist († 1986)
- 12. Januar: Georges Delaroche, französischer Automobilrennfahrer († 1968)
- 13. Januar: Edmund Geilenberg, Vertreter der deutschen Rüstungsindustrie im Dritten Reich († 1964)
- 13. Januar: Karl Menger, österreichischer Mathematiker († 1985)
- 15. Januar: Nâzım Hikmet, türkischer Dichter († 1963)
- 15. Januar: Saud ibn Abd al-Aziz, König von Saudi-Arabien († 1969)
- 16. Januar: Josef Aschauer, deutscher Bergsteiger, Bergretter, Skifahrer und Skispringer († 1995)
- 16. Januar: Eric Liddell, schottischer Leichtathlet, Olympiasieger und Rugbyspieler († 1945)
- 16. Januar: Karl Neuner, deutscher Nordischer Kombinierer († 1949)
- 17. Januar: Clyde D. Eddleman, US-amerikanischer Offizier, General der US Army († 1992)
- 17. Januar: Edoardo Teagno, italienischer Automobilrennfahrer († 1945)
- 16. Januar: Wilhelm Hauschild, deutscher Fotograf († 1983)
- 18. Januar: Umbo, deutscher Fotograf († 1980)
- 18. Januar: Émile Aillaud, französischer Architekt († 1988)
- 18. Januar: Michael Freund, deutscher Politikwissenschaftler und Historiker († 1972)
- 19. Januar: Nikolaus Adler, deutscher Theologe († 1970)
- 19. Januar: Max Matern, Antifaschist und Mitglied der Kommunistischen Partei Deutschlands († 1935)
- 19. Januar: Georg Ostrogorsky, jugoslawischer Byzantinist († 1976)
- 19. Januar: Heinrich Schmidt-Barrien, deutscher Schriftsteller († 1996)
- 19. Januar: J. Hermann Siemer, deutscher Politiker († 1996)
- 20. Januar: Leon Ames, US-amerikanischer Schauspieler († 1993)
- 20. Januar: Fridolin Stier, deutscher Bibelübersetzer († 1981)
- 20. Januar: Gisela Praetorius, deutsche Politikerin († 1981)
- 21. Januar: Hans Andre, österreichischer Bildhauer und Maler († 1991)
- 22. Januar: Edvard Fendler, deutscher Dirigent († 1987)
- 22. Januar: Walter Kolb, deutscher Politiker († 1956)
- 23. Januar: Cläre Schimmel, deutsche Hörspielregisseurin, Schauspielerin und Opernsängerin († 1986)
- 23. Januar: Charles Van Son, belgischer Ruderer († 1970)
- 24. Januar: Antanas Adomaitis, litauischer Geistlicher, Organist und Professor († 1936)
- 24. Januar: Oskar Morgenstern, österreichischer Wirtschaftswissenschaftler († 1977)
- 25. Januar: Gustav Abel, österreichischer Filmarchitekt und Bühnenbildner († 1963)
- 25. Januar: Johann von Leers, NS-Publizist im Dritten Reich († 1965)
- 25. Januar: Nakano Shigeharu, japanischer Schriftsteller († 1979)
- 26. Januar: Curt Herzstark, österreichischer Erfinder und Büromaschinenmechaniker († 1988)
- 26. Januar: Kurahara Korehito, japanischer Literaturkritiker († 1991)
- 27. Januar: Heinrich Lützeler, Professor der Philosophie, Kunstgeschichte und Literaturwissenschaft († 1988)
- 27. Januar: Ginette Martenot, französische Pianistin, Ondes-Martenot-Spielerin und Musikpädagogin († 1996)
- 28. Januar: Willy Popp, deutscher Problemkomponist und Funktionär († 1978)
- 30. Januar: Giovanni Battista Guidotti, italienischer Automobilrennfahrer und Motorsportfunktionär († 1994)
- 30. Januar: Alexander Graf Stenbock-Fermor, Autor und Widerstandskämpfer gegen den Nationalsozialismus († 1972)
- 30. Januar: Nikolaus Pevsner, deutscher Kunsthistoriker († 1983)

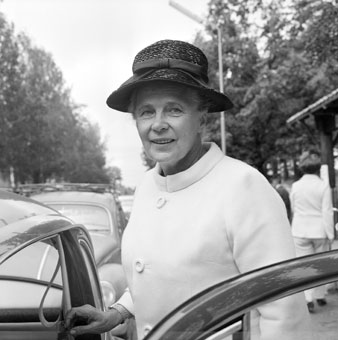
Alva Myrdal 1968

- 31. Januar: Alva Myrdal, schwedische Soziologin, Politikerin und Friedensnobelpreisträgerin († 1986)
- 31. Januar: Tallulah Bankhead, US-amerikanische Schauspielerin († 1968)
- 31. Januar: Ernst Moritz Roth, deutscher Priester und NS-Gegner († 1945)
- 31. Januar: Willy Spühler, Schweizer Politiker († 1990)

### Februar
- 01. Februar: Langston Hughes, US-amerikanischer Schriftsteller († 1967)
- 01. Februar: Erich Lüth, deutscher Publizist († 1989)
- 01. Februar: Heinrich-Joachim von Morgen, deutscher Automobilrennfahrer († 1932)
- 02. Februar: Elie Spivak, kanadischer Geiger und Musikpädagoge († 1960)
- 02. Februar: Jane Ising, deutsch-amerikanische Wirtschaftswissenschaftlerin († 2012)
- 03. Februar: Alejandro Muñoz Ciudad Real, salvadorianischer Dirigent und Musikpädagoge († 1991)
- 04. Februar: Manuel Álvarez Bravo, mexikanischer Fotograf († 2002)

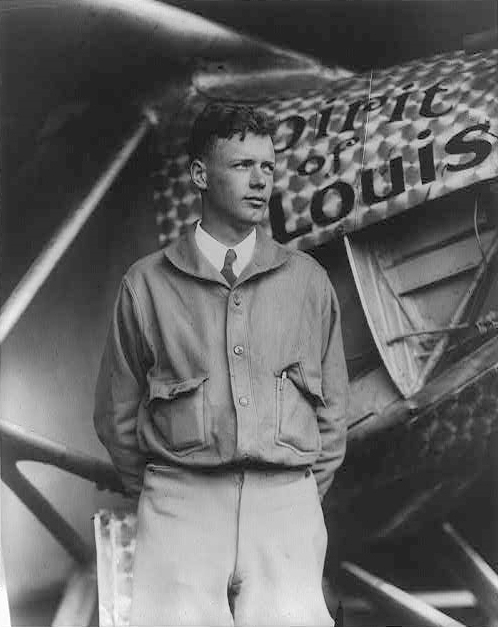
Charles Lindbergh, 1927

- 04. Februar: Charles Lindbergh, US-amerikanischer Pilot († 1974)
- 04. Februar: Willi Rose, deutscher Bühnen- und Filmschauspieler († 1978)
- 04. Februar: Hartley Shawcross, britischer Justizminister und britischer Chefankläger bei den Nürnberger Prozessen († 2003)
- 04. Februar: Jean-Baptiste van Silfhout, niederländischer Ruderer, Schwimmer und Wasserballspieler († 1956)
- 05. Februar: Hilde Benjamin, Vorsitzende Richterin und Justizministerin der DDR († 1989)
- 05. Februar: Paul Nevermann, deutscher Politiker († 1979)
- 06. Februar: Robert Dannemann, deutscher Politiker († 1965)
- 06. Februar: Rudolf Eickhoff, deutscher Politiker († 1983)
- 07. Februar: Wilhelm Kling, deutscher Politiker († 1973)
- 07. Februar: Bruno Streckenbach, deutscher SS-General († 1977)
- 08. Februar: Illa Andreae, deutsche Schriftstellerin († 1992)
- 08. Februar: Lucie Englisch, österreichische Schauspielerin († 1965)
- 08. Februar: Helene Glatzer, antifaschistische Widerstandskämpferin († 1935)
- 09. Februar: Léon M’ba, erster Staatspräsident von Gabun († 1967)
- 09. Februar: Gertrud Scholtz-Klink, Reichsfrauenführerin im Dritten Reich († 1999)
- 09. Februar: Romeo Sisti, italienischer Ruderer († 1971)

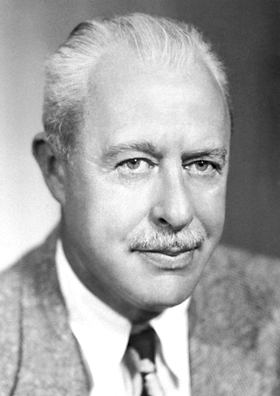
Walter H. Brattain

- 10. Februar: Walter H. Brattain, US-amerikanischer Physiker und Nobelpreisträger. († 1987)
- 11. Februar: Arne Jacobsen, dänischer Designer und Architekt. († 1971)
- 12. Februar: Jean Georges Baer, Schweizer Naturforscher († 1975)
- 12. Februar: Will Glahé, deutscher Akkordeonist, Komponist und Bandleader († 1989)
- 12. Februar: Heinz Kükelhaus, deutscher Reisejournalist, Romancier und Abenteurer († 1946)
- 13. Februar: Waldemar Gurian, russisch-deutsch-US-amerikanischer Politikwissenschaftler († 1954)
- 13. Februar: Walter Lennig, deutscher Kulturjournalist und Biograf († 1968)
- 13. Februar: Blair Moody, US-amerikanischer Politiker († 1954)
- 13. Februar: Harold Purdy, britischer Automobilrennfahrer († 1944)
- 14. Februar: Alexander Abusch, Journalist, Schriftsteller und Politiker in der DDR († 1982)
- 14. Februar: Hans Griem, deutscher Politiker († 1955)
- 15. Februar: Adolf Feuring, deutscher Verwaltungsbeamter und Politiker († 1998)
- 16. Februar: Hans Andersag, deutscher Chemiker († 1955)
- 16. Februar: Karl-Otto Saur, Amtsleiter im NS-Rüstungsministerium und Rüstungsminister († 1966)
- 17. Februar: Alexei Rodin, sowjetisch-russischer Generaloberst († 1955)
- 18. Februar: Günter Adolphi, deutscher Verfahrenstechniker und Hochschullehrer († 1982)
- 19. Februar: Fritz Artl, deutscher Jurist († 1989)
- 19. Februar: Kay Boyle, US-amerikanische Schriftstellerin und Journalistin († 1992)
- 19. Februar: Kenneth Peacock, britischer Automobilrennfahrer († 1968)
- 19. Februar: Tsuruta Tomoya, japanischer Schriftsteller († 1988)
- 20. Februar: Ansel Adams, US-amerikanischer Fotograf († 1984)
- 20. Februar: Ludwig Adenauer, deutscher Beamter († 1971)
- 20. Februar: Émile Fouchard, französischer Politiker und Résistant († 1996)
- 20. Februar: Bertus Freese, niederländischer Fußballspieler († 1959)
- 20. Februar: Wilhelm Guddorf, Journalist und Widerstandskämpfer im Dritten Reich († 1943)
- 22. Februar: Bruno Arno, deutscher Schauspieler, Kabarettist, Choreograph und Tänzer († 1990)
- 22. Februar: Józef Chwedczuk, polnischer Organist und Musikpädagoge († 1979)
- 22. Februar: Hal Holmes, US-amerikanischer Politiker († 1977)
- 22. Februar: Fritz Straßmann, deutscher Naturwissenschaftler († 1980)
- 22. Februar: Herma Szabó, österreichische Eiskunstläuferin († 1986)
- 23. Februar: Tiny Feather, US-amerikanischer American-Football-Spieler († 1965)
- 24. Februar: Richard Alewyn, deutscher Germanist und Literaturkritiker († 1979)
- 24. Februar: Gladys Aylward, britische Missionarin († 1970)
- 24. Februar: Herbert Warnke, Vorsitzender des FDGB und Mitglied des Politbüros des ZK der SED in der DDR († 1975)
- 25. Februar: Hanns Geier, deutscher Automobilrennfahrer († 1986)
- 25. Februar: Virginio Rosetta, italienischer Fußballspieler († 1975)
- 26. Februar: Vercors, französischer Schriftsteller, Karikaturist († 1991)
- 27. Februar: Lúcio Costa, brasilianischer Architekt und Stadtplaner († 1998)
- 27. Februar: John Steinbeck, US-amerikanischer Autor († 1968)
- 27. Februar: Michał Wiłkomirski, polnischer Geiger, Bratschist und Musikpädagoge († 1989)
- 28. Februar: Elsa Scholten, deutsche Schauspielerin († 1981)

### März
- 01. März: Charlotte Pluquet-Dziekan, deutsche Malerin († 1971)
- 02. März: Edward Condon, US-amerikanischer Physiker († 1974)
- 06. März: Rudolf Mandrella, deutscher Jurist und NS-Gegner († 1943)

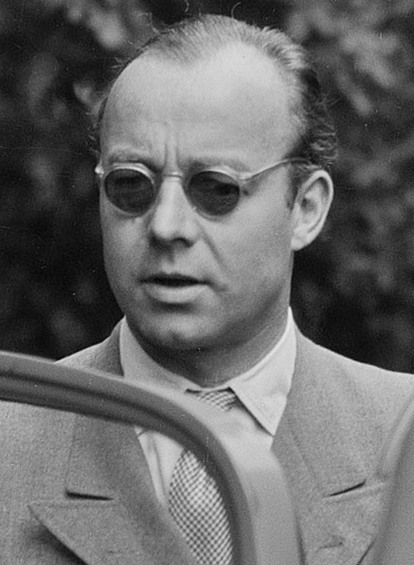
Heinz Rühmann

- 07. März: Heinz Rühmann, deutscher Schauspieler († 1994)
- 09. März: Nadine Hwang, chinesische Pilotin († 1972)
- 10. März: Kurt Hirschfeld, Dramaturg und Regisseur († 1964)
- 12. März: Jean Mineur, französischer Filmproduzent und -regisseur († 1985)
- 12. März: Tüdel Weller, deutscher Journalist und Schriftsteller († 1970)
- 13. März: Hans Bellmer, deutscher Fotograf, Bildhauer, Maler und Autor († 1975)
- 13. März: Max Hommel, Präsident der Eidgenössischen Bankenkommission († 1972)
- 13. März: Marthe Robin, französische Mystikerin († 1981)
- 14. März: Schterjo Atanassow, bulgarischer Politiker, Offizier und Militärhistoriker († 1967)
- 14. März: Franz Wilhelm Kieling, deutscher Verwaltungsjurist und Bürgermeister († 1953)
- 14. März: Herbert Nette, deutscher Redakteur und Schriftsteller († 1994)
- 15. März: James T. Blair, US-amerikanischer Politiker († 1962)
- 16. März: André Bovon, Schweizer evangelischer Geistlicher († 1971)
- 17. März: Bobby Jones, US-amerikanischer Golfspieler († 1971)
- 18. März: Ludwig Metzger, deutscher Politiker († 1993)
- 20. März: Mario Magnozzi, italienischer Fußballspieler und -trainer († 1971)
- 21. März: Edward Anseele jr., belgischer Politiker und Widerstandskämpfer († 1981)
- 21. März: Gustav Fröhlich, deutscher Schauspieler, Regisseur und Drehbuchautor († 1987)
- 21. März: Son House, US-amerikanischer Blues-Musiker († 1988)
- 23. März: Josef von Báky, ungarischer Regisseur († 1966)
- 23. März: Jacques Chantrel, französischer Automobilrennfahrer († 1971)
- 23. März: Traugott Fricker, Schweizer Lehrer, Heimatforscher und Bühnenautor († 1981)
- 24. März: Thomas E. Dewey, US-amerikanischer Politiker († 1971)
- 26. März: Pierre Clause, französischer Automobilrennfahrer († 1986)
- 28. März: Paul Godwin, deutsch-niederländischer Violinist und Orchesterleiter († 1982)
- 29. März: Ludwig Anschütz, deutscher Schauspieler und Hörspielsprecher († 1985)
- 29. März: Marcel Aymé, französischer Erzähler und Dramatiker († 1967)
- 29. März: Don Miller, US-amerikanischer Jurist, American-Football-Spieler und -Trainer († 1979)
- 29. März: William Walton, englischer Komponist und Dirigent († 1983)
- 30. März: Victor Emanuel Anderson, US-amerikanischer Politiker († 1962)
- 30. März: Brooke Astor, US-amerikanische Philanthropin († 2007)
- 30. März: Ted Heath, britischer Posaunist und Bandleader († 1969)
- 30. März: Peeter Sink, estnischer Pfarrer, Lyriker, Maler und Photograph († 1957)
- 31. März: Sadie Gale, australische Schauspielerin und Entertainerin († 1997)
- 31. März: Bill Hoffman, US-amerikanischer American-Football-Spieler († 1994)

### April
- 01. April: Ted Cremer, niederländischer Steuermann im Rudern († 1979)
- 02. April: Bade Ghulam Ali Khan, indischer Sänger († 1968)

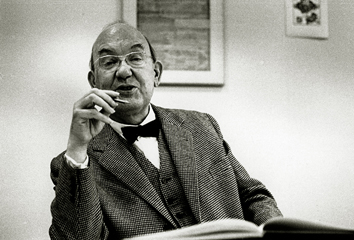
Jan Tschichold

- 02. April: Jan Tschichold, Kalligraf, Typograf, Autor und Lehrer († 1974)
- 03. April: Otto Winzer, Minister für Auswärtige Angelegenheiten der DDR († 1975)

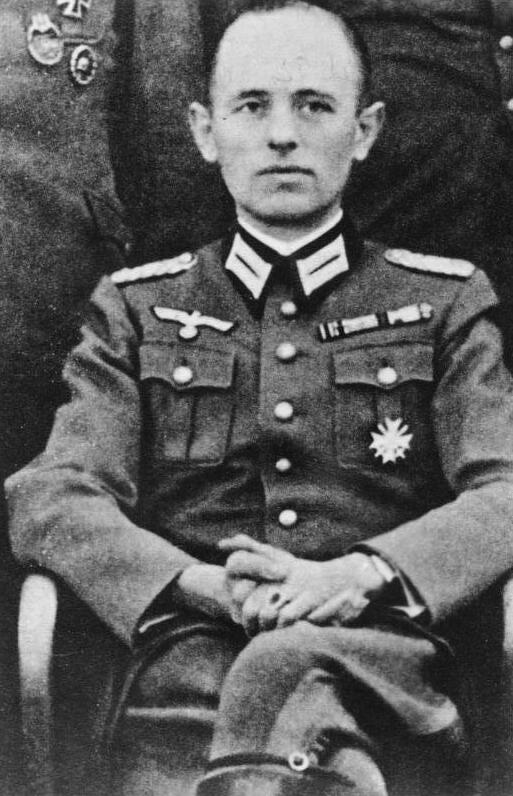
Reinhard Gehlen

- 03. April: Reinhard Gehlen, General der Wehrmacht und Präsident des Bundesnachrichtendienstes († 1979)
- 04. April: Robert Eberan von Eberhorst, österreichischer Konstrukteur († 1982)
- 04. April: Louise de Vilmorin, französische Schriftstellerin († 1969)
- 04. April: Stanley G. Weinbaum, US-amerikanischer Science-Fiction-Schriftsteller († 1935)
- 05. April: Wal Handley, britischer Motorrad- und Automobilrennfahrer († 1941)
- 06. April: Werner Abel, deutscher Journalist († 1935)
- 06. April: Hisao Jūran, japanischer Schriftsteller († 1957)
- 07. April: Paul Greifzu, deutscher Automobil- und Motorrad-Rennfahrer († 1952)
- 07. April: Walter Drechsel, deutscher Politiker und MdB († 1977)
- 08. April: Hermann Ahrens, deutscher Politiker und MdB († 1975)
- 09. April: Théodore Monod, Afrikaforscher († 2000)
- 10. April: Ernst Balzli, Berner Mundartschriftsteller und Lehrer († 1959)
- 10. April: Harry Mortimer, britischer Komponist und Dirigent († 1992)
- 10. April: Ivo Perilli, italienischer Drehbuchautor und Regisseur († 1994)
- 11. April: Max „Xam“ Abegglen, Schweizer Fußballspieler († 1970)
- 11. April: Kobayashi Hideo, japanischer Literaturkritiker und Schriftsteller († 1983)
- 11. April: Mario Saetti, italienischer Motorrad- und Automobilrennfahrer († 1927)
- 12. April: Louis Beel, niederländischer Politiker und Ministerpräsident († 1977)
- 13. April: Philippe de Rothschild, französischer Unternehmer, Automobilrennfahrer und Pionier des französischen Weinbaus († 1988)
- 13. April: Hildegard Schaeder, deutsche Kirchenhistorikerin und „Gerechte unter den Völkern“ († 1984)
- 14. April: Fritz Domina, deutscher Pianist, Arrangeur und Filmkomponist († 1975)
- 18. April: Hans Hieronymus, deutscher Motorradrennfahrer († unbekannt)
- 19. April: Paul Collart, Schweizer Archäologe († 1981)
- 19. April: Weniamin Kawerin, russischer Schriftsteller, Jugendbuchautor († 1989)
- 21. April: Betty Astor, deutsche Filmschauspielerin († 1972)
- 21. April: Jean Sébilleau, französischer Automobilrennfahrer († 1961)
- 23. April: Werner Böhme, deutscher Mediziner und Hochschullehrer († 1973)
- 23. April: Halldór Laxness, isländischer Schriftsteller († 1998)
- 23. April: Ladislao Mittner, italienischer Germanist († 1975)
- 23. April: Klaas Aldert Hendrik Hidding, niederländischer reformierter Theologe und Kirchenhistoriker († 1986)
- 24. April: Alfred Loritz, deutscher Politiker († 1979)
- 25. April: Kurt Gottschaldt, deutscher Psychologe und Gestalttheoretiker († 1991)
- 25. April: Leopold Gutterer, deutscher NS-Politiker († 1996)
- 25. April: Werner Heyde, Professor für Psychiatrie und Neurologie († 1964)
- 25. April: William H. Wright, US-amerikanischer Film- und Fernsehproduzent sowie Drehbuchautor († 1980)
- 26. April: Erich Auer, deutscher Gewerkschafter und Widerstandskämpfer († 1978)
- 27. April: Rudolf Schoeller, Schweizer Automobilrennfahrer († 1978)
- 28. April: Ferdinand Eckhardt, kanadischer Kunsthistoriker († 1995)
- 28. April: Kurt Frey, deutscher Volkswirt und Politiker († 1945)
- 28. April: Alfred Rieche, deutscher Chemiker († 2001)
- 28. April: Raffaele Scorzoni, italienischer Fußballschiedsrichter und -funktionär († 1975)
- 29. April: Roger Gauthier, französischer Automobilrennfahrer († 1981)
- 30. April: Peregrino Anselmo, uruguayischer Fußballspieler († 1975)
- 30. April: Theodore W. Schultz, amerikanischer Ökonom, Nobelpreisträger († 1998)

### Mai
- 01. Mai: Lucien Buquet, französischer Automobilrennfahrer († 1977)
- 01. Mai: Mathias Erang, luxemburgischer Kunstturner († 1978)
- 01. Mai: Ernst Nagelschmitz, deutscher Fußballspieler († 1987)
- 02. Mai: Brian Aherne, britischer Schauspieler († 1986)
- 02. Mai: Georg Kurlbaum, deutscher Politiker († 1988)
- 02. Mai: Werner Finck, deutscher Schriftsteller, Schauspieler und Kabarettist († 1978) Werner Finck

Werner Finck

- 03. Mai: Generoso Dattilo, italienischer Fußballschiedsrichter und -funktionär († 1976)
- 03. Mai: Alfred Kastler, französischer Physiker († 1984)
- 06. Mai: Peter Aschenbrenner, österreichischer Alpinist († 1998)
- 06. Mai: Max Ophüls, deutsch-französischer Filmregisseur († 1957)
- 06. Mai: Hermann Pfeiffer, deutscher Schauspieler und Regisseur († 1969)
- 07. Mai: Gladys Pearl Baker, US-amerikanische Filmeditorin († 1984)
- 08. Mai: André Lwoff, französischer Mikrobiologe († 1994)
- 08. Mai: Ethelbert Stauffer, protestantischer Theologe († 1979)
- 09. Mai: Juan Santiago Garrido, chilenischer Komponist und Musikwissenschaftler († 1994)
- 10. Mai: Anatole Litvak, ukrainischer Filmemacher († 1974)

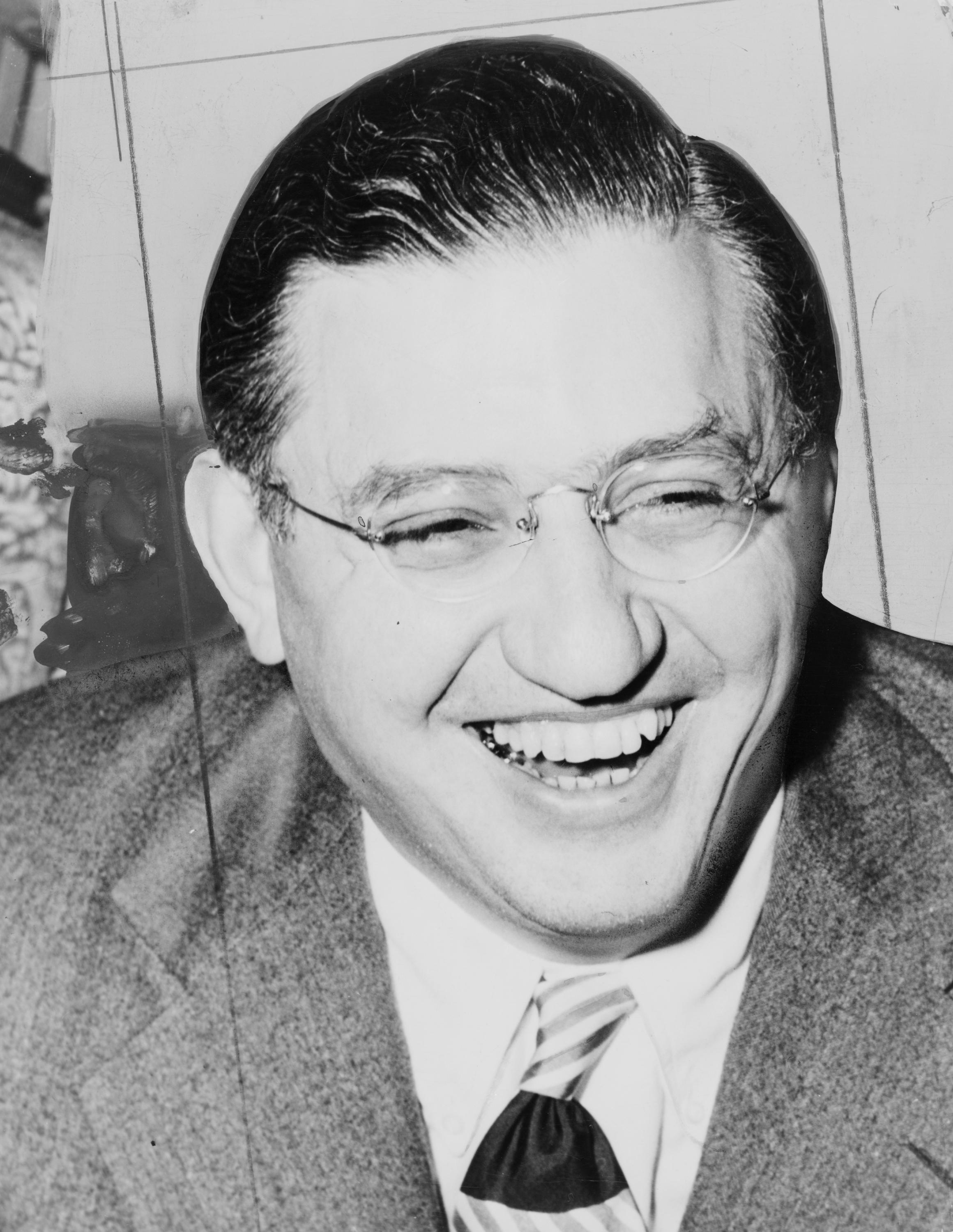
David O. Selznick

- 10. Mai: David O. Selznick, US-amerikanischer Filmproduzent († 1965)
- 12. Mai: Gheorghe Ghyka Cantacuzene, rumänischer Automobilrennfahrer († 1988)
- 12. Mai: Heinrich Kirchner, deutscher Bildhauer († 1984)
- 14. Mai: Allen Irvine McHose, US-amerikanischer Musikwissenschaftler, -pädagoge und Organist († 1986)
- 14. Mai: Friedrich Schmiedl, österreichischer Raketenpionier († 1994)
- 15. Mai: Anny Ondra, deutsch-tschechische Schauspielerin († 1987)
- 16. Mai: Guy Bouriat, französischer Automobilrennfahrer († 1933)
- 16. Mai: Jan Kiepura, polnischer Tenor († 1966)
- 16. Mai: Wladimir Lindenberg, russischstämmiger Arzt († 1997)
- 17. Mai: Khuang Aphaiwong, Premierminister von Thailand († 1968)
- 17. Mai: Fausto Cleva, US-amerikanischer Dirigent († 1971)
- 17. Mai: Otto Lüthje, deutscher Schauspieler († 1977)
- 17. Mai: Teofilo Rossi di Montelera, italienischer Unternehmer, Bobsportler, Motorboot- und Automobilrennfahrer sowie Sportfunktionär († 1991)
- 18. Mai: Clément-Auguste Martin, französischer Automobilrennfahrer († 1991)
- 20. Mai: Helmuth Domizlaff, deutscher Antiquar († 1983)
- 20. Mai: Hans Sahl, deutscher Kritiker († 1993)
- 21. Mai: Marcel Breuer, ungarischer Architekt und Designer († 1981)
- 23. Mai: Mark Lothar, deutscher Komponist († 1985)
- 24. Mai: Susano Polanco, dominikanischer Tenor († 1991)
- 25. Mai: Hanns Dustmann, deutscher Architekt († 1979)
- 30. Mai: Giuseppina Projetto, italienische Altersrekordlerin († 2018)

### Juni

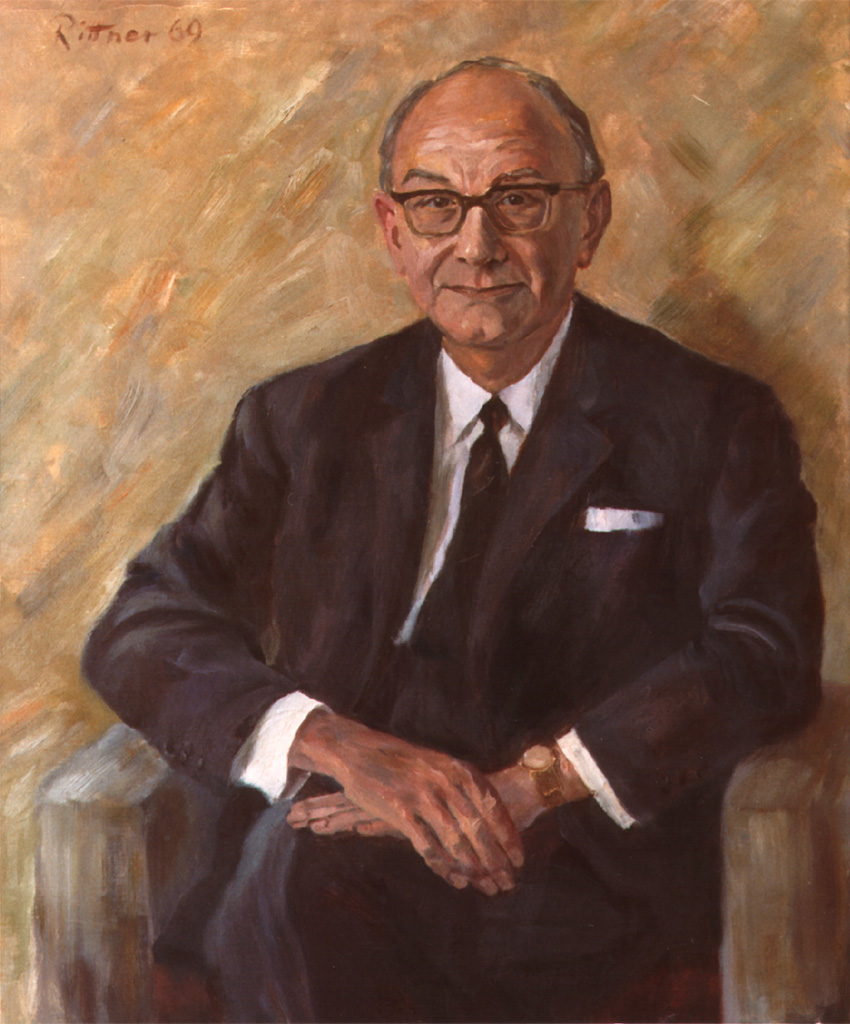
Siegfried Balke

- 01. Juni: Siegfried Balke, deutscher Chemiker, Manager, Politiker und Bundesminister († 1984)
- 01. Juni: Leopold Lindtberg, österreichischer Regisseur († 1984)
- 01. Juni: Artur Sträter, deutscher Politiker († 1977)
- 02. Juni: Joachim von Elbe, Jurist und Diplomat († 2000)
- 02. Juni: Giuseppe Lepori, Schweizer Politiker († 1968)
- 03. Juni: Harry Isaacs, englischer Pianist und Musikpädagoge († 1973)
- 03. Juni: Heinz Ritter-Schaumburg, deutscher Privatgelehrter († 1994)
- 04. Juni: Franz Firbas, deutscher Botaniker († 1964)
- 05. Juni: Robert Biberti, deutscher Sänger († 1985)
- 05. Juni: Georg Kieninger, deutscher Schachspieler († 1975)
- 06. Juni: Herta Gotthelf, deutsche Politikerin († 1963)
- 06. Juni: Axel Ivers, deutscher Schauspieler, Theaterregisseur, Hörspielsprecher, Bühnenautor und Übersetzer († 1964)
- 06. Juni: Jimmie Lunceford, US-amerikanischer Jazzmusiker († 1947)
- 06. Juni: Tim Rose-Richards, britischer Automobilrennfahrer und Marineflieger († 1940)
- 07. Juni: Paul Sturzenegger, Schweizer Fußballspieler († 1970)
- 08. Juni: Aram Merangulyan, armenischer Komponist und Dirigent († 1967)
- 08. Juni: Gotthard Neumann, deutscher Prähistoriker († 1972)
- 10. Juni: Gretel Adorno, deutsche Chemikerin und Unternehmerin († 1993)
- 11. Juni: Hermann Aicher, österreichischer Theaterleiter († 1977)
- 11. Juni: Ernst Wilhelm Nay, deutscher Maler († 1968)
- 11. Juni: Pedro Biava Ramponi, kolumbianischer Komponist († 1972)
- 11. Juni: Wissarion Schebalin, russischer Komponist († 1963)
- 14. Juni: Willy Eichberger, österreichischer Schauspieler († 2004)
- 15. Juni: Erik H. Erikson, deutsch-US-amerikanischer Psychologe und Psychoanalytiker († 1994)
- 15. Juni: Max Rudolf, deutsch-amerikanischer Dirigent († 1995)
- 16. Juni: Barbara McClintock, US-amerikanische Genetikerin und Nobelpreisträgerin († 1992)
- 16. Juni: George Gaylord Simpson, US-amerikanischer Biologe, Zoologe, Paläontologe († 1984)
- 17. Juni: Sammy Fain, US-amerikanischer Musical- und Filmkomponist († 1989)
- 17. Juni: Woldemar Winkler, deutscher Maler, Bildhauer († 2004)
- 18. Juni: Boris Barnet, sowjetischer Filmregisseur und Schauspieler († 1965)
- 19. Juni: Ernst Heimeran, deutscher Autor und Verleger († 1955)
- 19. Juni: Pierre Tabourin, französischer Automobilrennfahrer († 1986)
- 20. Juni: Juan Evaristo, argentinischer Fußballspieler († 1978)
- 21. Juni: Skip James, US-amerikanischer Bluessänger, -gitarrist und -pianist († 1969)
- 23. Juni: Mathias Wieman, deutscher Schauspieler († 1969)
- 26. Juni: Antonia Brico, US-amerikanische Dirigentin († 1989)
- 27. Juni: Josef Berger, Schweizer Theatergründer, Regisseur und Schauspieler († 1969)
- 27. Juni: Peter Hammerschlag, österreichischer Dichter, Schriftsteller, Kabarettist und Graphiker († 1942)
- 27. Juni: Georg Malmstén, finnischer Sänger, Musiker, Komponist, Orchesterleiter und Schauspieler († 1981)
- 27. Juni: Stanisław Wycech, polnischer Kriegsteilnehmer im Ersten Weltkrieg († 2008)
- 28. Juni: Richard Rodgers, US-amerikanischer Musical-Komponist († 1979)
- 28. Juni: Joe Smith, US-amerikanischer Jazz-Trompeter († 1937)
- 28. Juni: Bertram Eugene Warren, US-amerikanischer Kristallograph († 1991)
- 28. Juni: John C. Raven, schottischer Psychologe († 1970)
- 29. Juni: Carl-Heinz Schroth, österreichischer Schauspieler, Regisseur und Synchronsprecher († 1989)
- 30. Juni: Walter Götze, deutscher Krimineller († 1938)
- 30. Juni: Adalbert Welte, österreichischer Schriftsteller († 1969)

### Juli
- 01. Juli: Adolf Gondrell, deutscher Conférencier, Film- und Bühnenschauspieler († 1954)
- 01. Juli: Franz Jehan Leenhardt, französischer evangelischer Geistlicher und Hochschullehrer († 1990)
- 01. Juli: Maria Probst, deutsche Politikerin († 1967)
- 01. Juli: Carlos Eduardo de Sabóia Bandeira Melo, brasilianischer Geistlicher und Bischof († 1969)
- 01. Juli: William Wyler, US-amerikanischer Filmregisseur († 1981)
- 02. Juli: Gian Andreossi, Schweizer Eishockeyspieler († 1964)
- 03. Juli: Hermann Nuding, deutscher Politiker († 1966)
- 03. Juli: Yoshino Hideo, japanischer Schriftsteller († 1967)
- 04. Juli: Abe Saperstein, US-amerikanischer Unternehmer und Basketballmanager († 1966)
- 04. Juli: Meyer Lansky, US-amerikanischer Mafioso († 1983)
- 05. Juli: Miguelito García, kubanischer Sänger († 1993)
- 05. Juli: Henry Cabot Lodge Jr., US-amerikanischer Politiker und Diplomat († 1985)
- 06. Juli: Hans Krüger, deutscher Politiker († 1971)
- 06. Juli: Heinz Neumann, deutscher Politiker († 1937)
- 07. Juli: Ted Radcliffe, US-amerikanischer Baseballspieler († 2005)
- 08. Juli: Ömer Lütfi Akadlı, türkischer Jurist († 1988)
- 08. Juli: Hans Theodor David, deutsch-amerikanischer Musikwissenschaftler († 1967)
- 09. Juli: Gerhart Pohl, deutscher Schriftsteller und Lektor († 1966)
- 09. Juli: Jutta Balk, Malerin, Puppengestalterin und Mitbegründerin des städtischen Puppentheaters in Magdeburg († 1987)
- 10. Juli: Kurt Alder, deutscher Chemiker und Nobelpreisträger († 1958)
- 10. Juli: Nathan Asch, polnisch-US-amerikanischer Schriftsteller († 1964)
- 10. Juli: Nicolás Guillén, kubanischer Dichter und Schriftsteller († 1989)
- 10. Juli: Gaston Robail, französischer Automobilrennfahrer († 1987)
- 10. Juli: Günther Weisenborn, deutscher Schriftsteller und Dramaturg († 1969)

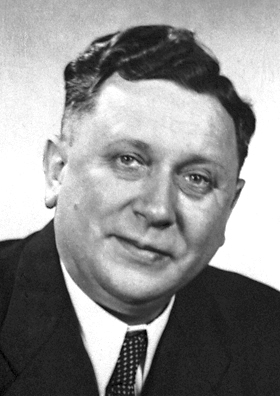
Kurt Alder

- 11. Juli: Karl Fodermair, Instrumentenbauer und Leiter diverser Chöre und Orchester († 1986)
- 11. Juli: Rolf Wideröe, norwegischer Ingenieur und Wissenschaftler († 1996)
- 11. Juli: Samuel Abraham Goudsmit, US-amerikanischer Physiker († 1978)
- 12. Juli: Günther Anders, deutschsprachiger Philosoph und Essayist († 1992)
- 12. Juli: Fernand Vandernotte, französischer Ruderer († 1990)
- 14. Juli: Anton Kaindl, letzter Kommandant des KZ Sachsenhausen († 1948)
- 16. Juli: Vincent Badie, französischer Politiker († 1989)
- 16. Juli: Stefan Herman, polnischer Geiger und Musikpädagoge († 1981)
- 16. Juli: Alexander Lurija, sowjetischer Psychologe († 1977)
- 16. Juli: Mary Philbin, US-amerikanische Stummfilmschauspielerin († 1993)
- 18. Juli: Juan Manuel Tato, argentinischer Mediziner, Hochschullehrer und Autor († 2004)
- 20. Juli: José Aguilar Álvarez, mexikanischer Mediziner († 1959)
- 20. Juli: Paul Yoshigorō Taguchi, Erzbischof von Osaka und Kardinal († 1978)
- 21. Juli: Johnston Murray, US-amerikanischer Politiker († 1974)
- 23. Juli: Walter Burle Marx, brasilianischer Komponist, Pianist und Dirigent († 1990)
- 24. Juli: René Biolay, französischer Automobilrennfahrer († 1945)
- 24. Juli: Hans Chemin-Petit, deutscher Komponist und Dirigent († 1981)
- 24. Juli: Hellmuth Helsig, deutscher Filmschauspieler († 1958)
- 25. Juli: Hans Helfritz, deutscher Komponist, Musikwissenschaftler und Schriftsteller († 1995)
- 26. Juli: Gus Aiken, US-amerikanischer Jazz-Trompeter und Kornettist († 1973)
- 26. Juli: Roger Branigin, US-amerikanischer Politiker († 1975)
- 26. Juli: Albert Forster, Gauleiter der NSDAP und Reichsstatthalter in Danzig († 1952)
- 27. Juli: Hans-Dietrich von Diepenbroick-Grueter, deutscher Antiquar und Sammler von Porträts († 1980)
- 28. Juli: Grzegorz Grzeban, polnischer Schachproblemkomponist († 1991)

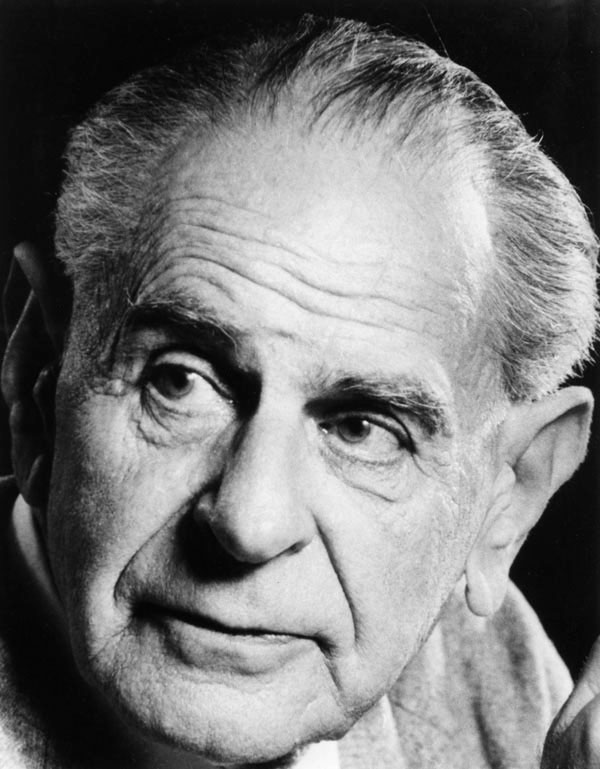
Karl Popper, 1980

- 28. Juli: Karl Popper, österreichisch-britischer Philosoph und Wissenschaftstheoretiker († 1994)
- 29. Juli: David Arellano, chilenischer Fußballspieler († 1927)
- 29. Juli: Jacques-André Boiffard, französischer Arzt und Fotograf († 1961)
- 29. Juli: Ernst Glaeser, deutscher Schriftsteller († 1963)
- 31. Juli: Franz Asboth, österreichischer Politiker († 1967)

### August
- 01. August: Lola Iturbe, spanische Anarchistin und Feministin († 1990)
- 1. August: Georges-Louis Mercier MAfr, französischer Ordensgeistlicher und römisch-katholischer Bischof von Laghouat († 1991)
- 01. August: Otto Schmidt, deutscher Politiker und MdB († 1984)
- 03. August: Achim Gercke, deutscher Biologe († 1997)
- 03. August: Martin Noth, deutscher protestantischer Theologe († 1968)
- 03. August: Fritz Pellkofer, deutscher Skilangläufer († 1943)
- 04. August: Konrad Behrendt, deutscher Politiker und Widerstandskämpfer († 1943)
- 04. August: Robert Mazaud, französischer Automobilrennfahrer († 1946)
- 04. August: August Schläfer, deutscher Professor und Gründungsrektor der Hochschule für Maschinenbau Karl-Marx-Stadt († 1967)
- 05. August: Joseph Cornelius Rossaint, katholischer antifaschistischer Widerstandskämpfer († 1991)
- 06. August: Sylvain Julien Victor Arend, belgischer Astronom († 1992)
- 06. August: Helmut Kraatz, deutscher Mediziner († 1983)
- 07. August: Ann Harding, US-amerikanische Schauspielerin († 1981)
- 07. August: August Herold, Diplom-Landwirt, Oberlandwirtschaftsrat und Rebenzüchter († 1973)
- 07. August: Douglas Lowe, britischer Leichtathlet († 1981)
- 07. August: Boris Schpitalny, sowjetischer Waffenkonstrukteur († 1972)

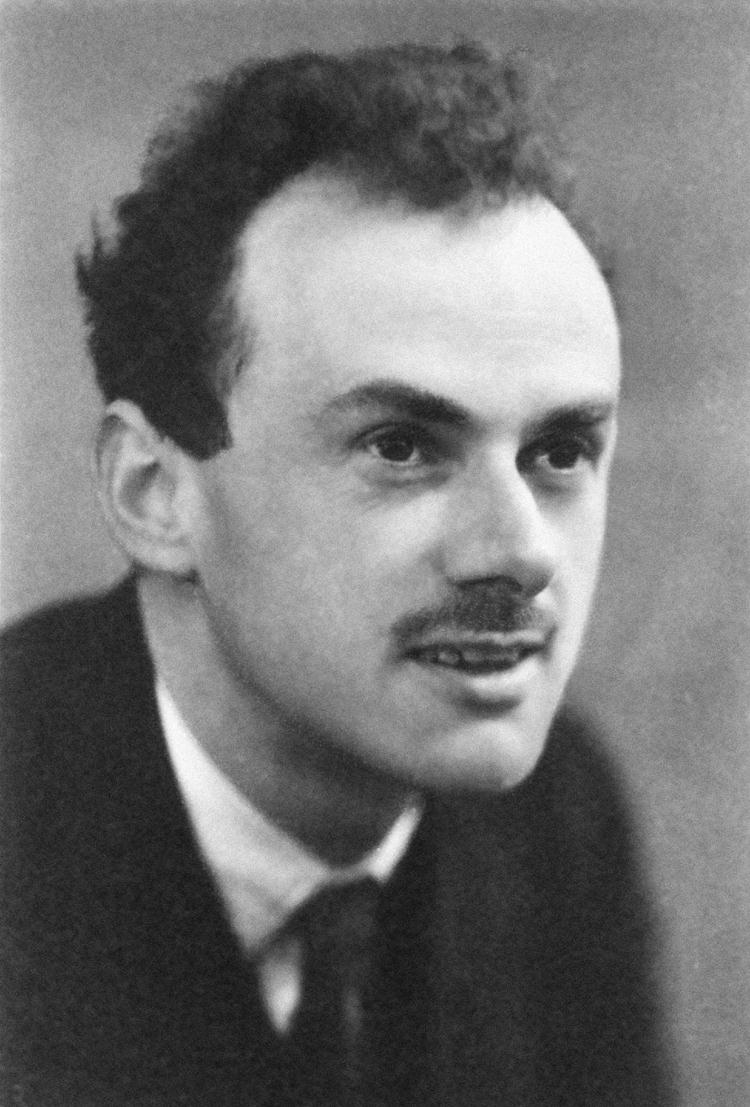
Paul Dirac

- 08. August: Paul Dirac, britischer Physiker und Mitbegründer des Gebiets der Quantenphysik († 1984)
- 09. August: William Christopher Atkinson, britischer Romanist, Historiker, Hispanist und Lusitanist († 1992)
- 09. August: Solomon, englischer Pianist († 1988)
- 10. August: Arne Tiselius, schwedischer Chemiker († 1971)
- 10. August: Curt Siodmak, Drehbuchautor († 2000)

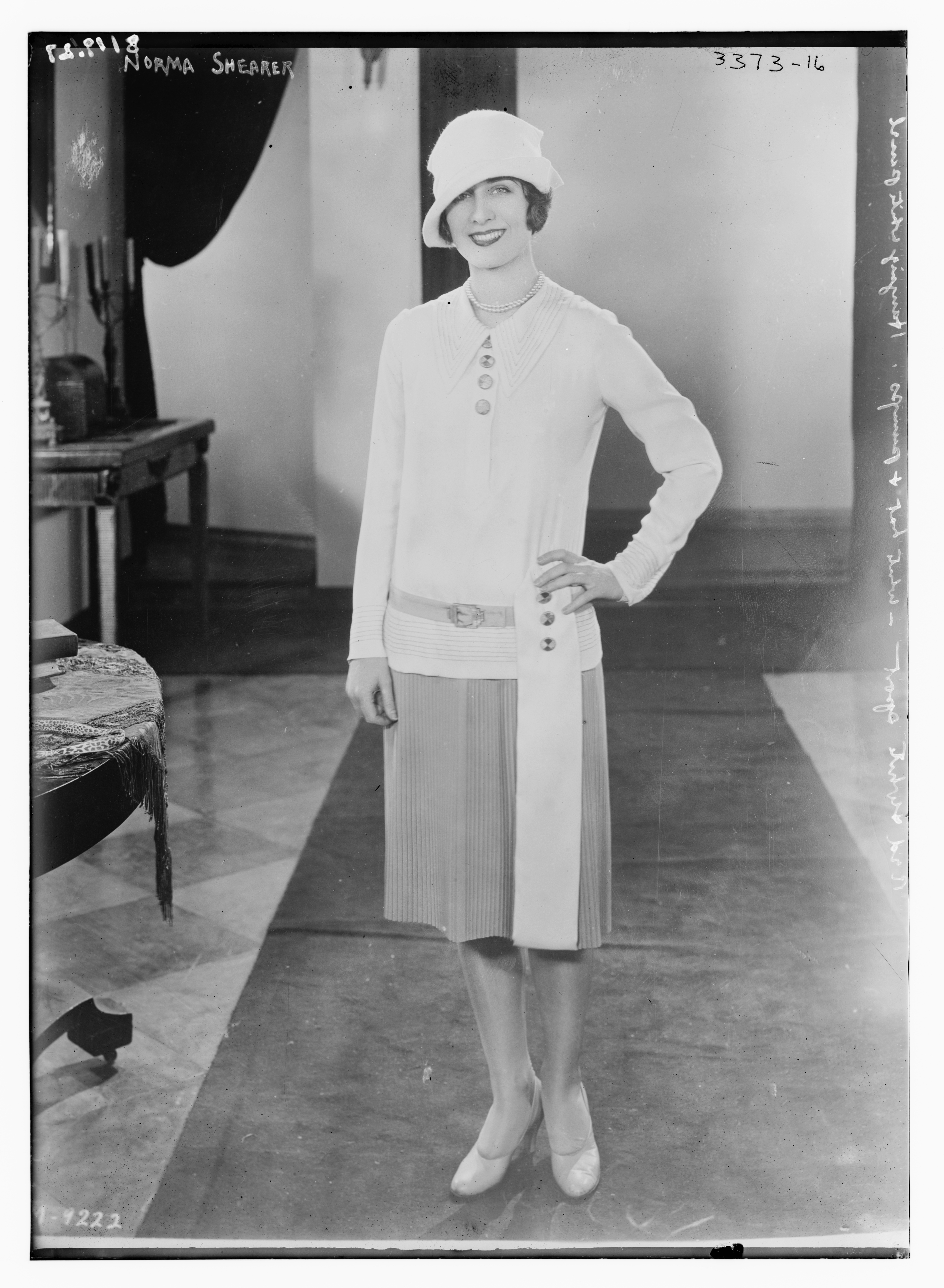
Norma Shearer

- 10. August: Norma Shearer, US-amerikanisch-kanadische Schauspielerin († 1983)
- 11. August: Alfredo Binda, italienischer Radrennfahrer († 1986)
- 11. August: Anna Moncrieff, kanadische Pianistin und Musikpädagogin († 1995)
- 12. August: Franz Etzel, deutscher Politiker († 1970)
- 12. August: Kirellos VI., Papst von Alexandrien und Patriarch des Stuhles vom Heiligen Markus († 1971)
- 12. August: Mohammad Hatta, indonesischer Vizepräsident und Ministerpräsident († 1980)
- 12. August: Robert F. Kennon, US-amerikanischer Politiker († 1988)
- 13. August: Ernst Forsthoff, deutscher Staatsrechtler († 1974)
- 13. August: Felix Wankel, deutscher Maschinenbauer und Erfinder des Wankelmotors († 1988)
- 13. August: Georges Aeby, Schweizer Komponist und Professor († 1953)
- 14. August: Charlotte Ander, deutsche Schauspielerin († 1969)
- 14. August: Fritz Jacobi, Vorstandsmitglied der Bayer AG und Vereinsvorsitzender des SV Bayer 04 Leverkusen († 1974)
- 14. August: Ferdinand Marian, österreichischer Schauspieler († 1946)
- 15. August: Werner Kallmorgen, Hamburger Architekt († 1979)
- 16. August: Georgette Heyer, englische Schriftstellerin († 1974)
- 16. August: Stefan Bolesław Poradowski, polnischer Komponist († 1967)
- 17. August: Ángel José Battistessa, argentinischer Romanist und Übersetzer († 1993)
- 17. August: Otto Fischl, tschechoslowakischer Politiker († 1952)
- 18. August: Julius Kalaš, tschechischer Komponist († 1967)
- 18. August: Franz Oppenhoff, Oberbürgermeister von Aachen († 1945)
- 20. August: André Galoisy, französischer Automobilrennfahrer († 1983)
- 21. August: Werner Fischer, deutscher Chemiker († 2001)
- 22. August: Erwin Kramer, Minister für Verkehrswesen der DDR († 1979)

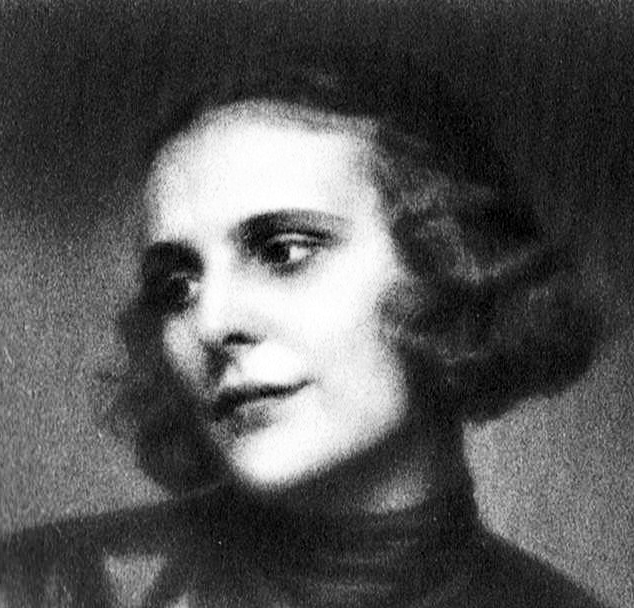
Leni Riefenstahl, 1923

- 22. August: Leni Riefenstahl, deutsche Tänzerin, Schauspielerin († 2003)
- 22. August: Otto Kasten, Gründer des Vereins Besucherring Dr. Otto Kasten († 1989)
- 22. August: Gerhard Schwarz, deutscher Kirchenmusiker und Organist († 1995)
- 24. August: Fernand Braudel, französischer Historiker († 1985)
- 25. August: Stefan Wolpe, deutscher Komponist († 1972)
- 26. August: Sergei Balassanjan, sowjetischer Komponist († 1982)
- 27. August: Herbert Menges, englischer Komponist und Dirigent († 1972)
- 28. August: Karl Braun, deutscher Motorradrennfahrer († 1937)
- 28. August: Otto Neumann, deutscher Leichtathlet († 1990)
- 30. August: Alois Carigiet, Schweizer Künstler, Maler und Kinderbuchautor († 1985)
- 30. August: Joseph Maria Bocheński, polnischer Philosoph und Logiker († 1995)
- 30. August: Arnold Walter, tschechisch-kanadischer Musikpädagoge und -schriftsteller († 1973)
- 30. August: Alfonso de Elías, mexikanischer Komponist († 1984)

### September
- 01. September: Ernst-Ludwig von Aster, deutscher Jagd- und Tiermaler († 1986)
- 01. September: Eddie Kotal, US-amerikanischer American-Football-Spieler und -Trainer, Scout (Sport) († 1973)
- 01. September: Wilhelm Heiner, deutscher Bildhauer, Maler und Grafiker († 1965)
- 01. September: Camille Poiré, französischer Automobilrennfahrer († 1946)
- 03. September: Karl Saller, deutscher Anthropologe und Arzt († 1969)
- 04. September: Kurt Annecke, deutscher Apotheker († 1961)
- 04. September: Albert Venohr, deutscher Schauspieler († 1979)
- 05. September: Harold John Aldington, britischer Automobilrennfahrer und Unternehmer († 1976)
- 05. September: Hans G. Bentz, deutscher Schriftsteller († 1968)
- 05. September: Fritz-Dietlof von der Schulenburg, Verwaltungsbeamter und Widerstandskämpfer († 1944)
- 07. September: Ludwig Böck, deutscher Skisportler († 1960)
- 08. September: Ruth Elder, US-amerikanische Flugpionierin und Schauspielerin († 1977)
- 09. September: Herta Ilk, deutsche Politikerin († 1972)
- 10. September: Jim Crowley, US-amerikanischer American-Football-Spieler, -Trainer und -Funktionär († 1986)
- 10. September: Toivo Pekkanen, finnischer Schriftsteller († 1957)
- 11. September: W. Harold Anderson, US-amerikanischer Basketballspieler und -trainer († 1967)
- 11. September: Barbecue Bob, US-amerikanischer Bluespionier († 1931)
- 11. September: Erni Finselberger, deutsche Politikerin († 1993)
- 12. September: Pierre Apestéguy, französischer Schriftsteller († 1972)
- 12. September: Beltrán Arbeleche, uruguayischer Architekt († 1989)
- 12. September: Juscelino Kubitschek, Staatspräsident von Brasilien († 1976)
- 12. September: Alexander Witt, russischer theoretischer Physiker († 1938)
- 12. September: Marya Zaturenska, US-amerikanische Schriftstellerin († 1982)
- 13. September: Robert Jecker, deutscher Motorradrennfahrer († 1932)
- 13. September: Friedrich Stumpfl, österreichischer Psychiater und Eugeniker († 1997)
- 14. September: Adolf Rieth, deutscher Prähistoriker († 1984)
- 14. September: Nikolai Kamow, sowjetischer Ingenieur († 1973)
- 15. September: Fritz Riemann, deutscher Psychoanalytiker († 1979)
- 16. September: Jean Bourgknecht, Schweizer Politiker († 1964)

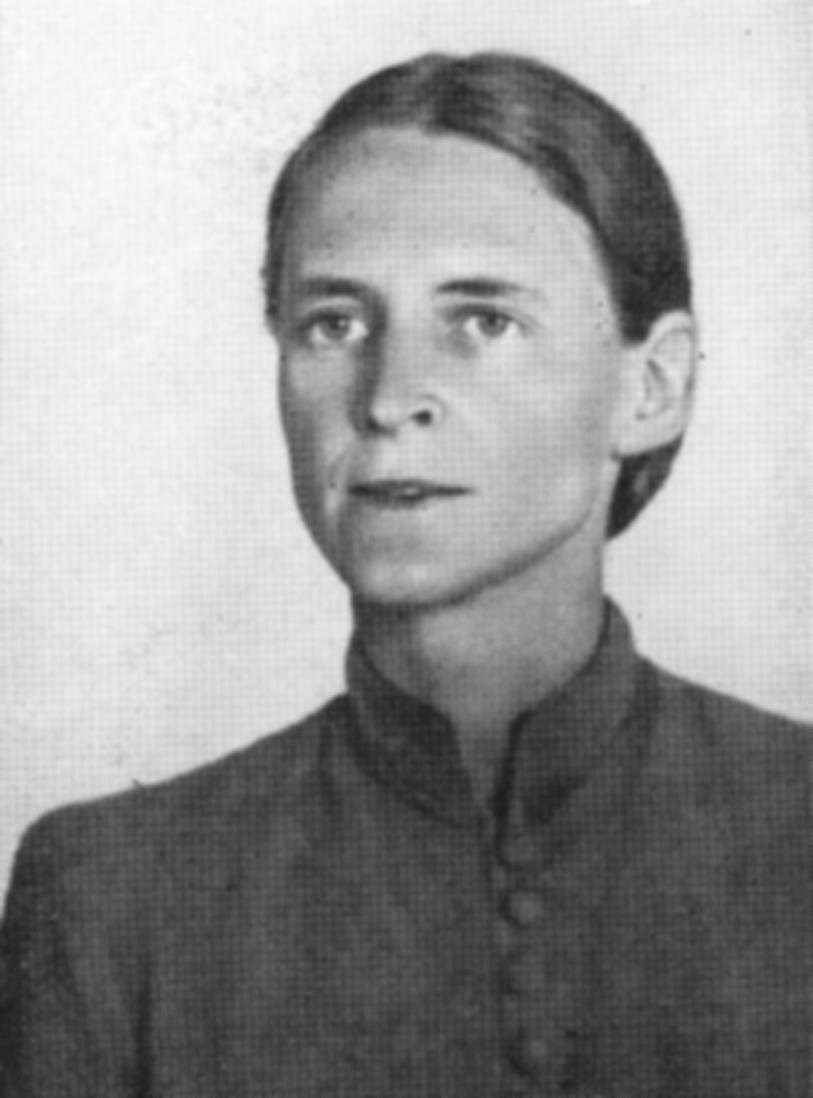
Mildred Harnacks

- 16. September: Mildred Harnack, US-amerikanisch-deutsche Literaturwissenschaftlerin († 1943)
- 16. September: Germaine Richier, französische Bildhauerin und Grafikerin († 1959)
- 17. September: Hugo Hartung, deutscher Schriftsteller († 1972)
- 18. September: Pawel Abankin, sowjetischer Admiral († 1965)
- 20. September: Vladimír Clementis, slowakischer Politiker, Jurist, Schriftsteller und Übersetzer († 1952)
- 20. September: Wassil Mschawanadse, georgischer KP-Chef († 1988)
- 21. September: Allen Lane, britischer Verleger († 1970)
- 21. September: Ilmari Salminen, finnischer Leichtathlet († 1986)
- 21. September: Toyen, tschechische surrealistische Malerin († 1980)
- 22. September: José Quintero Parra, Erzbischof von Caracas und Kardinal († 1984)
- 22. September: Lucien Sicotte, kanadischer Violinist und Musikpädagoge († 1943)
- 22. September: Heinrich Zänker, deutscher Ruderer († 1984)
- 23. September: Su Buqing, chinesischer Mathematiker († 2003)
- 23. September: Nadeschda Koschewerowa, sowjetische Filmregisseurin († 1989)
- 24. September: Cheryl Crawford, US-amerikanische Theaterregisseurin und Produzentin († 1986)
- 25. September: Sergei Borodin, russischer Schriftsteller († 1974)
- 25. September: Jenő Takács, österreichischer Komponist und Pianist († 2005)
- 25. September: Karl König, Begründer der internationalen Camphill-Bewegung († 1966)
- 26. September: Albert Anastasia, US-amerikanischer Mafioso († 1957)
- 27. September: Magda Rose-Weingardt, deutsche Malerin († 1996)
- 27. September: Hans-Joachim Rehse, Richter am Volksgerichtshof († 1969)
- 28. September: Wladimir Mjassischtschew, sowjetischer Flugzeug-Konstrukteur († 1978)
- 29. September: Maximilian Hohenberg, Herzog von Hohenberg († 1962)
- 29. September: Mikel Koliqi, Kardinal der römisch-katholischen Kirche († 1997)
- 30. September: David Bernard Ast, US-amerikanischer Zahnarzt und Beamter († 2007)

### Oktober
- 01. Oktober: Taras Borodajkewycz, Mitglied der NSDAP, Professor an der Hochschule für Welthandel in Wien († 1984)

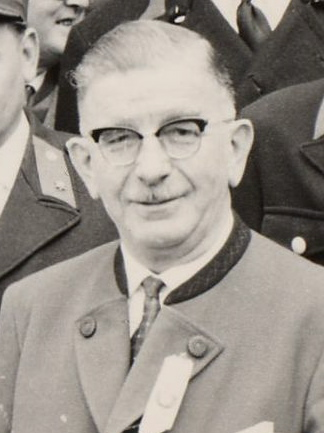
Leopold Figl

- 02. Oktober: Leopold Figl, österreichischer Politiker († 1965)
- 02. Oktober: Paul Scholz, Minister für Land- und Forstwirtschaft der DDR († 1995)
- 05. Oktober: Larry Fine, US-amerikanischer Komiker und Schauspieler († 1975)
- 05. Oktober: Lothar Zirngiebl, deutscher Entomologe und Schulleiter († 1973)
- 05. Oktober: Michał Kondracki, polnischer Komponist († 1984)
- 05. Oktober: Ray Kroc, Gründer von McDonald’s († 1984)
- 05. Oktober: Béla Szendey, ungarischer Ruderer († 1966)
- 05. Oktober: Zaharia Stancu, rumänischer Schriftsteller († 1974)
- 06. Oktober: Bruno Balz, deutscher Text- und Schlagerdichter († 1988)
- 06. Oktober: Gui Mombaerts, belgischer Pianist und Musikpädagoge († 1993)
- 06. Oktober: Hoyt Ming, US-amerikanischer Old-Time-Musiker († 1985)
- 07. Oktober: Hermann Busch, deutscher General († 1976)
- 09. Oktober: Cecil Masters, britischer Automobilrennfahrer († 1962)
- 09. Oktober: Fritz Rémond junior, deutscher Schauspieler, Regisseur und Impresario († 1976)
- 10. Oktober: Erwin Leuchter, argentinischer Musikwissenschaftler und Dirigent († 1973)
- 12. Oktober: Jimmy Archey, US-amerikanischer Posaunist und Bandleader († 1967)
- 12. Oktober: Pavel Reiman, tschechischer Schriftsteller und Literaturhistoriker († 1976)
- 12. Oktober: Max Suhrbier, deutscher Politiker († 1971)
- 12. Oktober: Peng Zhen, chinesischer Politiker († 1997)
- 13. Oktober: Eduard Orth, deutscher Politiker († 1968)
- 13. Oktober: Luther H. Evans, US-amerikanischer Politikwissenschaftler, UNESCO-Generaldirektor († 1981)
- 14. Oktober: Learco Guerra, italienischer Radrennfahrer († 1963)
- 15. Oktober: Amparo Poch y Gascón, spanische Medizinerin, Autorin, Feministin und Anarchistin († 1968)
- 15. Oktober: Anton Sabel, deutscher CDU-Politiker († 1983)
- 16. Oktober: Robert Scholz, österreichisch-amerikanischer Pianist, Komponist, Dirigent und Musikpädagoge († 1986)
- 17. Oktober: Irene Ryan, US-amerikanische Schauspielerin († 1973)
- 18. Oktober: Friedrich Wilhelm Bogler, deutscher Maler († 1945)
- 18. Oktober: Reinhold Henzler, deutscher Wirtschaftswissenschaftler († 1968)
- 18. Oktober: Miriam Hopkins, US-amerikanische Schauspielerin († 1972)

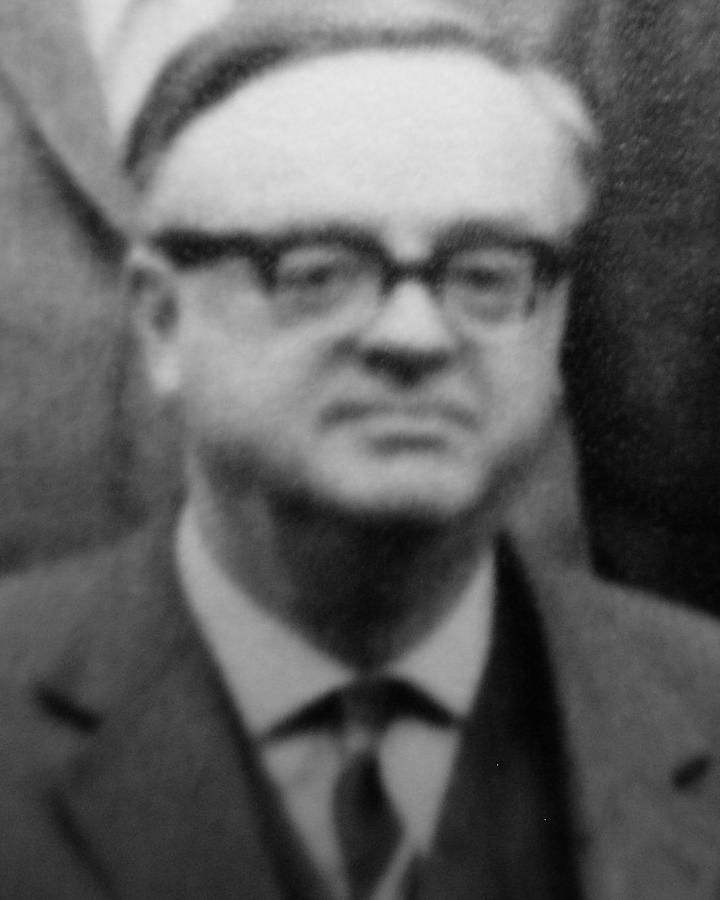
Pascual Jordan

- 18. Oktober: Pascual Jordan, deutscher Physiker († 1980)
- 18. Oktober: Sergei Konjus, russischer Pianist und Komponist († 1988)
- 21. Oktober: Kurt Scharf, evangelischer Bischof († 1990)
- 25. Oktober: Eddie Lang, US-amerikanischer Jazz-Musiker († 1933)
- 25. Oktober: Alfred E. Driscoll, US-amerikanischer Politiker († 1975)
- 26. Oktober: Alfred Vogel, Schweizer Heilpraktiker und Pharma-Unternehmer († 1996)
- 26. Oktober: Vera Guilaroff, kanadische Pianistin und Komponistin († 1976)
- 26. Oktober: Beryl Markham, britische Flugpionierin († 1986)
- 27. Oktober: Emil van Tongel, österreichischer Politiker († 1981)
- 28. Oktober: Sebastià Juan Arbó, katalanischer Romanautor und Dramaturg († 1984)
- 28. Oktober: Elsa Lanchester, britische Schauspielerin († 1986)
- 28. Oktober: Hermann Runge, deutscher Politiker († 1975)
- 29. Oktober: Kitazono Katsue, japanischer Lyriker († 1978)
- 31. Oktober: Carlos Drummond de Andrade, brasilianischer Lyriker († 1987)
- 31. Oktober: Sophie Ehrhardt, russisch-deutsche Anthropologin († 1990)

### November
- 01. November: Friedel Apelt, deutsche Politikerin und Gewerkschaftsfunktionärin († 2001)
- 01. November: Eugen Jochum, deutscher Dirigent († 1987)
- 01. November: Nordahl Grieg, norwegischer Schriftsteller, Lyriker, Dramatiker und Journalist († 1943)
- 03. November: Bill Adams, englischer Fußballspieler († 1963)

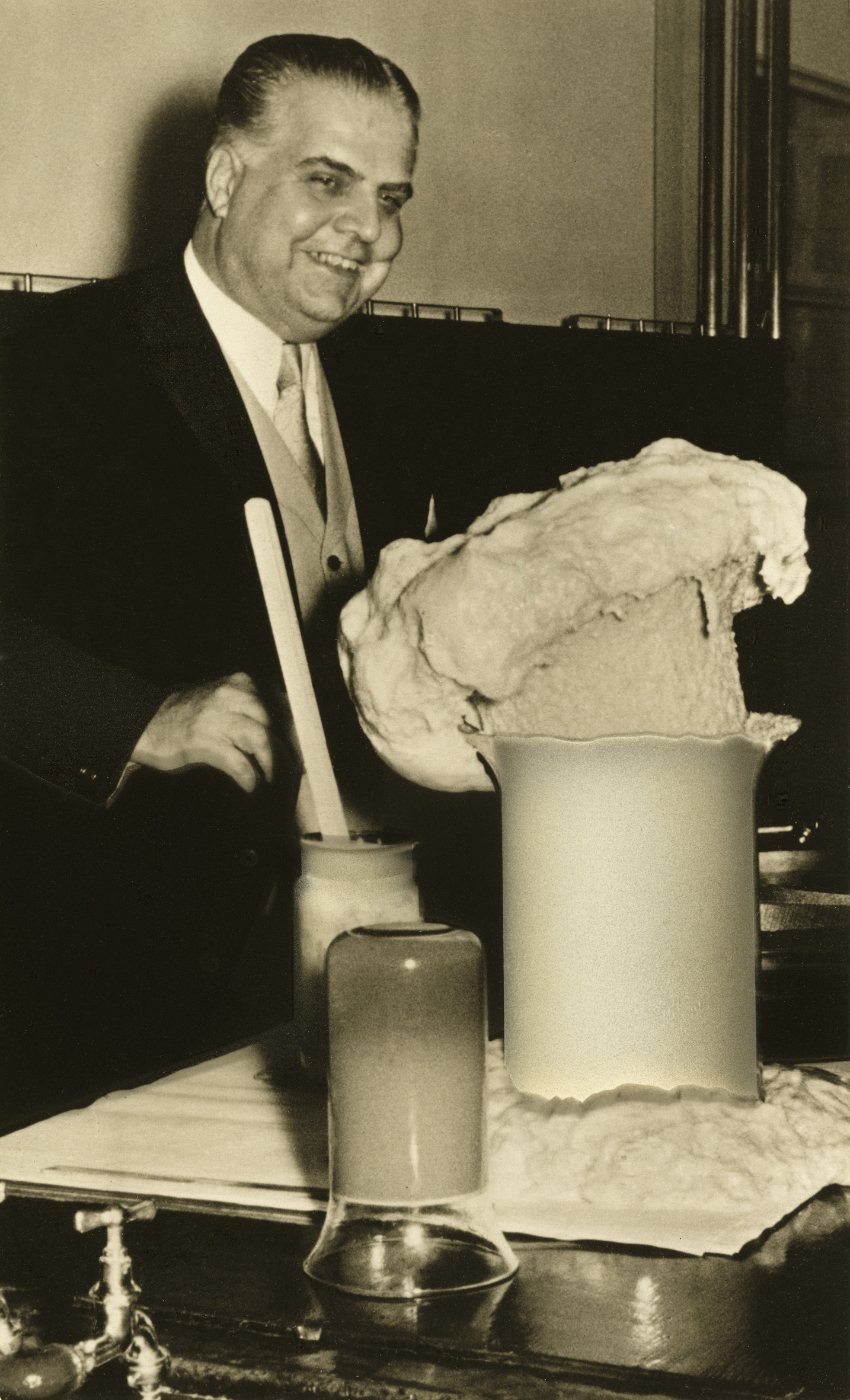
Otto Bayer, 1952

- 04. November: Otto Bayer, deutscher Chemiker († 1982)
- 04. November: Frank Jenks, US-amerikanischer Schauspieler und Musiker († 1962)
- 04. November: Pierre Verger, Fotograf († 1996)
- 06. November: Valter Ever, estnischer Leichtathlet († 1981)
- 08. November: Hans Schönrath, deutscher Boxer († 1945)
- 09. November: Anthony Asquith, britischer Filmregisseur († 1968)
- 09. November: Bernd Eistert, deutscher Chemiker († 1978)
- 10. November: Záviš Kalandra, tschechoslowakischer Historiker, Journalist, Publizist und Schriftsteller († 1950)
- 10. November: Antonio María Valencia, kolumbianischer Komponist († 1952)
- 11. November: Ernő Goldfinger, ungarisch-britischer Architekt († 1987)
- 11. November: Teófilo Yldefonso, philippinischer Schwimmer († 1942)

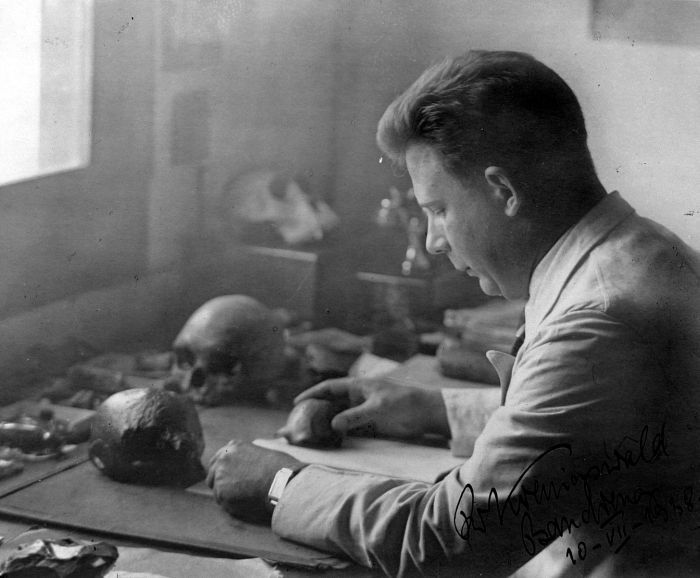
Gustav Heinrich Ralph von Koenigswald

- 13. November: Gustav Heinrich Ralph von Koenigswald, deutsch-niederländischer Paläoanthropologe und Geologe († 1982)
- 15. November: Gustav Adolf Steengracht von Moyland, deutscher Diplomat und Politiker († 1969)
- 16. November: Emil Dähne, deutscher Schachfunktionär († 1968)

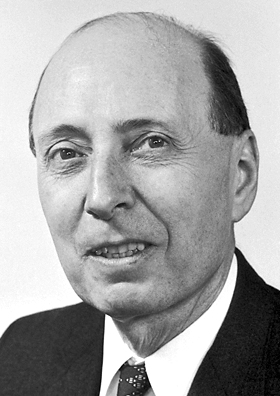
Eugene Paul Wigner

- 17. November: Eugene Paul Wigner, US-amerikanischer Physiker und Nobelpreisträger († 1995)
- 18. November: Lillian Fuchs, US-amerikanische Bratschistin, Musikpädagogin und Komponistin († 1995)
- 20. November: Gianpiero Combi, italienischer Fußballspieler († 1956)
- 20. November: Erik Eriksen, dänischer Politiker der rechtsliberalen Partei Venstre († 1972)
- 20. November: Wolfgang Kunkel, deutscher Jurist und Rechtshistoriker († 1981)
- 21. November: Walter Adolph, deutscher Priester († 1975)
- 21. November: Ferenc Hirzer, ungarischer Fußballspieler und -trainer († 1957)
- 21. November: Harald Lie, norwegischer Komponist († 1942)
- 21. November: Isaac Bashevis Singer, Schriftsteller und Literaturnobelpreisträger 1978 († 1991)
- 22. November: Joe Adonis, italienischer Mafioso († 1971)
- 22. November: Emanuel Feuermann, österreichischer Cellist († 1942)
- 22. November: Jacques-Philippe Leclerc de Hauteclocque, französischer Generalmajor († 1947)
- 22. November: Ethel Smith, US-amerikanische Organistin († 1996)
- 23. November: S. O. Wagner, deutscher Schauspieler, Autor, Hörspielsprecher, Hörspiel- und Theaterregisseur († 1975)
- 24. November: Heinrich Hemsath, deutscher Politiker († 1978)
- 27. November: Franz Hofer, Gauleiter von Tirol und Vorarlberg († 1975)
- 27. November: Hartwig Sievers, deutscher Schauspieler und Hörspielsprecher († 1970)
- 28. November: Franz Op den Orth, deutscher SPD-Politiker († 1970)
- 28. November: Karl Maria Hettlage, deutscher Wirtschaftswissenschaftler († 1995)
- 29. November: Carlo Levi, italienischer Schriftsteller, Maler und Politiker († 1975)
- 30. November: Leopold von Mildenstein, Journalist († 1968)

### Dezember
- 01. Dezember: Hermann Auer, deutscher Physiker († 1997)
- 02. Dezember: Milagros Leal, spanische Schauspielerin († 1975)
- 03. Dezember: Boris Schimeliowitsch, sowjetischer Arzt († 1952)

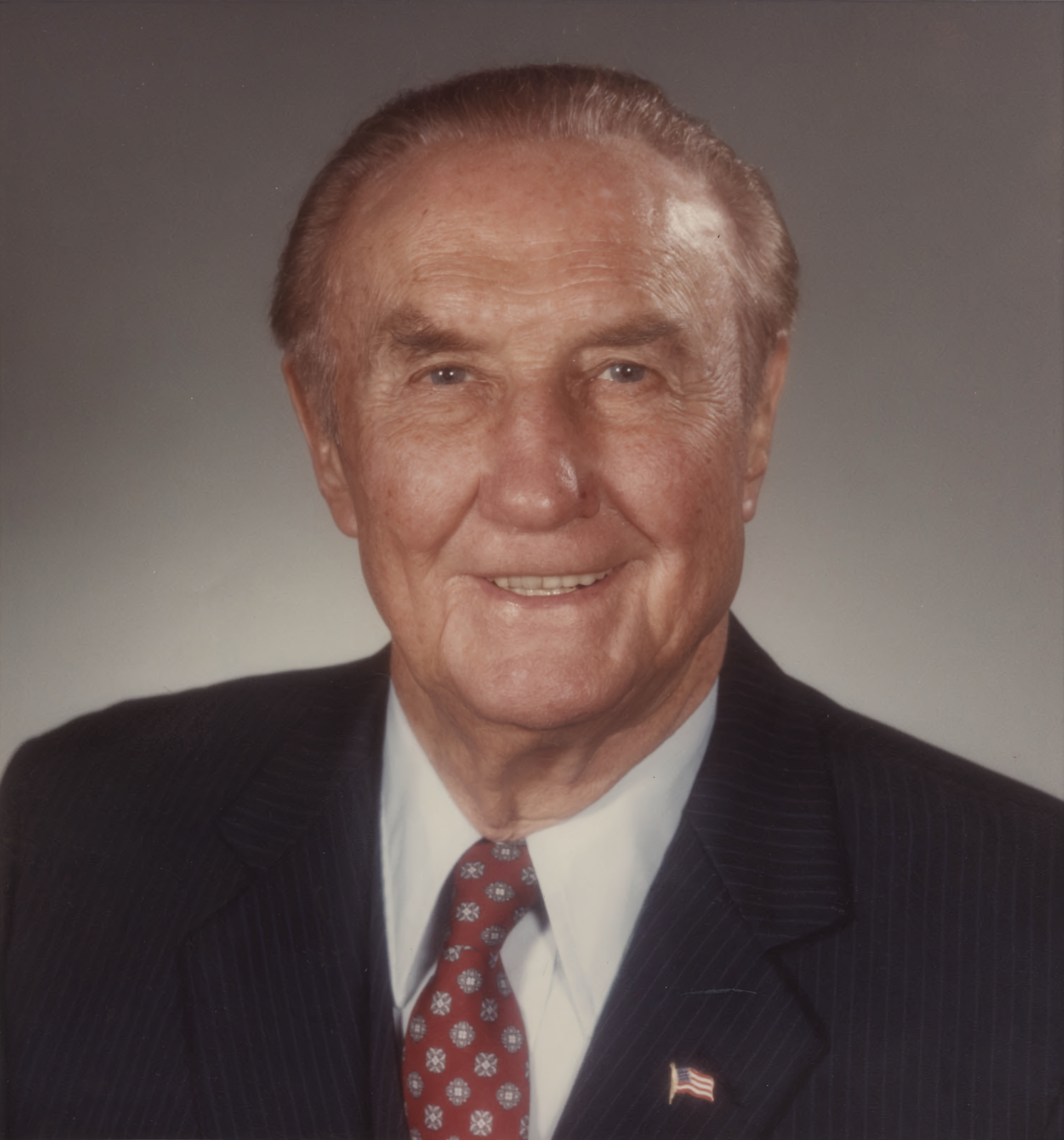
Strom Thurmond

- 05. Dezember: Strom Thurmond, US-amerikanischer Politiker († 2003)
- 06. Dezember: Giovanni Colombo, Erzbischof von Mailand und Kardinal († 1992)
- 06. Dezember: Karl Reiche, deutscher Schriftsteller († 1959)
- 06. Dezember: Karl Schmidt, Widerstandskämpfer gegen den Nationalsozialismus († 1945)
- 08. Dezember: Friedrich Greil, deutscher Lehrer und Radiosprecher († 2003)
- 09. Dezember: Henry Homburger, amerikanischer Bobsportler und Bauingenieur († 1950)
- 10. Dezember: Heinrich Deist, deutscher Politiker und MdB († 1964)
- 10. Dezember: Ludwig Szymczak, Kommunist († 1945)
- 10. Dezember: Michail Wladimirowitsch Alpatow, russischer Kunsthistoriker († 1986)
- 11. Dezember: Josef Schüttler, deutscher Politiker († 1972)
- 11. Dezember: Reginald Le Borg, österreichisch-amerikanischer Regisseur († 1989)
- 12. Dezember: Koloman Sokol, slowakischer Künstler († 2003)
- 13. Dezember: Paul Kurzbach, deutscher Komponist († 1997)
- 13. Dezember: Talcott Parsons, US-amerikanischer Soziologe († 1979)
- 14. Dezember: Herbert Feigl, österreichisch-amerikanischer Philosoph († 1988)
- 15. Dezember: Bernard L. Austin, US-amerikanischer Vizeadmiral († 1979)
- 16. Dezember: Rafael Alberti, spanischer Dichter († 1999)
- 16. Dezember: Oskar Grether, deutscher evangelischer Theologe und Hochschullehrer († 1949)
- 17. Dezember: Albert Drach, österreichischer Jurist und Schriftsteller († 1995)
- 19. Dezember: Ralph Richardson, britischer Schauspieler († 1983)
- 20. Dezember: George, 1. Duke of Kent, vierter Sohn von König Georg V. und Mary († 1942)
- 21. Dezember: Anny Ahlers, deutsche Sängerin und Schauspielerin († 1933)
- 21. Dezember: Ewald Sprave, deutscher Politiker († 1984)
- 21. Dezember: Peetie Wheatstraw, US-amerikanischer Blues-Musiker († 1941)
- 21. Dezember: Ulrich Wilhelm Graf Schwerin von Schwanenfeld, deutscher Offizier und Widerstandskämpfer († 1944)
- 22. Dezember: August Neuburger, deutscher Politiker († 1999)
- 22. Dezember: Alfonso de Silva, peruanischer Komponist († 1937)
- 23. Dezember: Chaudhary Charan Singh, Ministerpräsident von Indien († 1987)
- 24. Dezember: Jean de Menasce, französischer Theologe und Orientalist († 1973)
- 25. Dezember: Theodor Bongartz, deutscher SS-Oberscharführer und Leiter des Krematoriums im Konzentrationslager Dachau († 1945)
- 25. Dezember: Georg Dertinger, Minister für Auswärtige Angelegenheiten der DDR († 1968)
- 25. Dezember: Emanuel Punčochář, tschechischer Dirigent und Komponist († 1976)
- 25. Dezember: Tassilo Tröscher, deutscher Politiker und Hessischer Minister († 2003)
- 27. Dezember: Francesco Agello, italienischer Pilot († 1942)
- 28. Dezember: Mortimer Adler, US-amerikanischer Philosoph und Schriftsteller († 2001)
- 28. Dezember: Otto Andres, deutscher Politiker († 1975)
- 28. Dezember: Hans Pulver, Schweizer Fußballtorhüter († 1977)
- 29. Dezember: Gustav Adolf Nosske, SS-Obersturmbannführer († 1986)
- 29. Dezember: Henry Vars, US-amerikanischer Filmkomponist polnischer Herkunft († 1977)
- 31. Dezember: Jan Čep, tschechischer Schriftsteller und Übersetzer († 1973)
- 31. Dezember: Matthias Gleitze, deutscher Kommunalpolitiker († 1989)

### Genaues Geburtsdatum unbekannt
- Willi Ahrem, deutscher Soldat († 1967)
- Cayetano Biondo, argentinischer Theater- und Filmschauspieler († 1986)
- Douglas Cameron, englischer Cellist und Musikpädagoge († 1972)
- Ruhollah Chomeini, politischer und spiritueller Führer der islamischen Revolution im Iran († 1989)

## Gestorben

### Erstes Quartal
- 01. Januar: Johann Eduard Jacobsthal, deutscher Architekt (* 1839)
- 04. Januar: Auguste Jauch, deutsche Philanthropin (* 1822)
- 08. Januar: Ludwig Beckmann, deutscher Maler (* 1822)
- 08. Januar: Adam Worth alias Henry J. Raymond, deutschamerikanischer Krimineller (* 1844)
- 11. Januar: Adam Flasch, deutscher Archäologe (* 1844)
- 14. Januar: Cato Maximilian Guldberg, norwegischer Mathematiker und Chemiker (* 1836)
- 17. Januar: Heinrich Steinemann, Schweizer Landwirt und Politiker (* 1840)
- 19. Januar: August Köhler, deutscher Kolonialbeamter und Gouverneur von Togo (* 1858)
- 21. Januar: Ernst Wichert, deutscher Schriftsteller und Jurist (* 1831)
- 22. Januar: Otto Scholderer, deutscher Maler (* 1834)
- 29. Januar: Carl Arendt, deutscher Sinologe (* 1838)
- 30. Januar: François Charles du Barail, französischer Militär und Politiker (* 1820)
- 04. Februar: Jacob Lindboe, norwegischer Jurist und Politiker (* 1843)
- 08. Februar: Sergei Mossin, russischer Waffenkonstrukteur (* 1849)
- 11. Februar: Emil Hartmeyer, deutscher Jurist und Verleger (* 1820)
- 14. Februar: Johannes Christ, deutscher Offizier (* 1855)

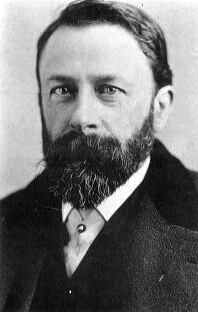
Albert Bierstadt

- 18. Februar: Albert Bierstadt, deutsch-US-amerikanischer Maler (* 1830)
- 18. Februar: Sigismund Wilhelm Koelle, Missionar und Sprachforscher (* 1820)
- 18. Februar: Charles Lewis Tiffany, US-amerikanischer Juwelier (* 1812)
- 20. Februar: Wilhelm Asmus, deutscher Schriftsteller (* 1837)
- 21. Februar: Emil Holub, böhmischer Afrikaforscher (* 1847)
- 21. Februar: Mathias Kneißl, bayerischer Räuber (* 1875)
- 23. Februar: Bernhard Maximilian Lersch, deutscher Arzt und Naturwissenschaftler (* 1817)
- 24. Februar: August Eisenlohr, deutscher Ägyptologe (* 1832)
- 26. Februar: Baptista de Andrade, portugiesischer Admiral (* 1811)
- 26. Februar: George Washington Anderson, US-amerikanischer Politiker (* 1832)
- 27. Februar: Josef Gisi, Schweizer Landwirt und Politiker (* 1848)
- 03. März: Johannes Klinge, russischer Botaniker (* 1851)
- 03. März: Karl Krause, deutscher Unternehmer (* 1823)
- 05. März: Theodor Otto, deutscher Ingenieur und Unternehmer (* 1843)
- 06. März: Moriz Kaposi, Mediziner (* 1837)
- 09. März: Hermann Allmers, deutscher Heimatdichter (* 1821)
- 11. März: Friedrich Engelhorn, Gründer der BASF (* 1821)
- 12. März: Georg Hummel, deutscher Elektrotechniker, Erfinder und Unternehmer (* 1856)
- 19. März: Victor Langer, ungarischer Komponist (* 1842)
- 21. März: Wilhelm Ihne, deutscher Altphilologe und Althistoriker (* 1821)
- 23. März: Kálmán Tisza, ungarischer Ministerpräsident (* 1830)
- 24. März: Wilhelm Stade, deutscher Organist, Dirigent und Komponist (* 1817)

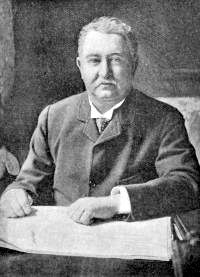
Cecil Rhodes

- 26. März: Cecil Rhodes, britischer Politiker und Regierungschef (* 1853)
- 28. März: Conrad Wilhelm Hase, Gründer der Hannoverschen Architekturschule (* 1818)

### Zweites Quartal
- 03. April: Andreas Reischek, österreichischer Ethnograph, Ornithologe und Forschungsreisender (* 1845)
- 04. April: Josef Ferch, rumäniendeutscher Komponist, Kirchenmusiker und Musikpädagoge (* 1840)
- 06. April: Walther Arnsperger, deutscher Philosoph (* 1871)
- 11. April: Wade Hampton III., US-amerikanischer General im Bürgerkrieg und Gouverneur von South Carolina (* 1818)
- 12. April: Alfred Cornu, französischer Physiker (* 1841)
- 15. April: Johann Joseph Bohrer, Schweizer römisch-katholischer Geistlicher (* 1826)
- 17. April: Francisco de Asís de Borbón, Ehemann von Isabella II. und Titularkönig von Spanien (* 1822)
- 19. April: Lucien Lester Ainsworth, US-amerikanischer Politiker (* 1831)
- 19. April: Heinrich XXII., Fürst Reuß zu Greiz (* 1846)

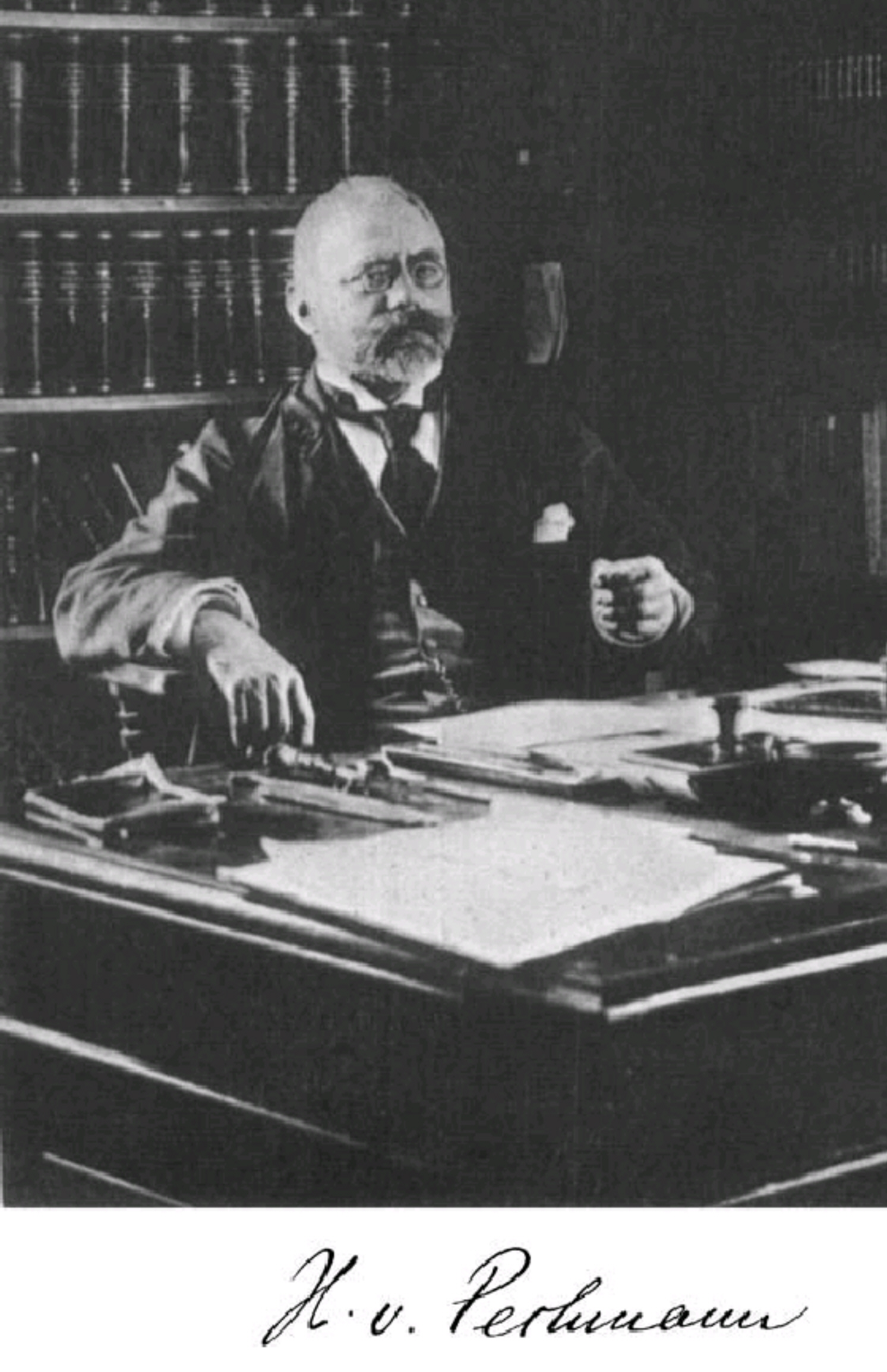
Hans von Pechmann

- 19. April: Hans von Pechmann, deutscher Chemiker (* 1850)
- 21. April: Agnes Kayser-Langerhannß, deutsche Schriftstellerin (* 1818)
- 26. April: Lazarus Fuchs, deutscher Mathematiker (* 1833)
- 05. Mai: Amancio Alcorta, argentinischer Politiker und Rechtswissenschaftler (* 1842)
- 05. Mai: Bret Harte, US-amerikanischer Schriftsteller (* 1836)
- 08. Mai: Paul Leicester Ford, US-amerikanischer Schriftsteller, Historiker und Biograf (* 1865)
- 09. Mai: Julius Grosse, deutscher Schriftsteller (* 1828)
- 09. Mai: Charles Welche, französischer Politiker (* 1828)
- 15. Mai: Rudolf Friedrich Arendt, deutscher Chemiker und Pädagoge (* 1828)
- 17. Mai: Georges Favon, Schweizer Journalist und Politiker (* 1843)

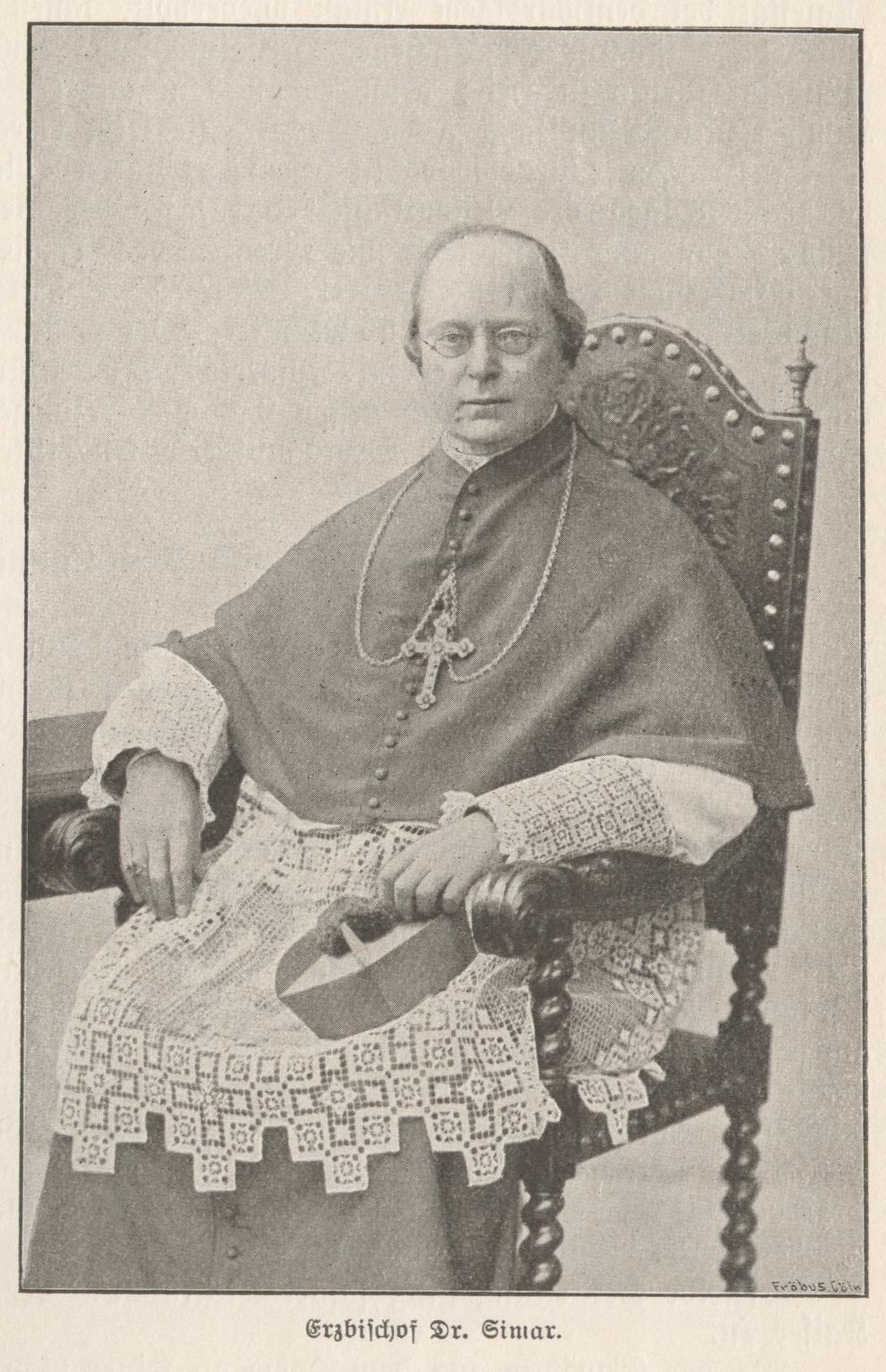
Hubert Theophil Simar

- 24. Mai: Hubert Theophil Simar, Erzbischof von Köln (* 1835)
- 26. Mai: Almon Strowger, US-amerikanischer Erfinder (* 1839)
- 28. Mai: Adolf Kußmaul, deutscher Arzt und medizinischer Forscher (* 1822)
- 29. Mai: Olga Arendt, deutsche Schriftstellerin und Schauspielerin (* 1859)
- 29. Mai: Michail Clodt von Jürgensburg, russischer Maler (* 1833)
- 30. Mai: Sylvester Pennoyer, US-amerikanischer Politiker (* 1831)
- 31. Mai: Bernhard Loose, Bremer Bankier (* 1836)
- 01. Juni: Auguste Eichhorn, deutsche Frauenrechtlerin (* 1851)
- 02. Juni: Jules Duvaux, französischer Politiker (* 1827)
- 08. Juni: Charles Ingalls, Vater von Laura Ingalls Wilder (* 1836)
- 10. Juni: Auguste Schmidt, deutsche Frauenrechtlerin, (* 1833)
- 11. Juni: Otto Eckmann, deutscher Maler und Grafiker (* 1865)
- 16. Juni: Ernst Schröder, deutscher Mathematiker und Logiker (* 1841)
- 17. Juni: Karl Piutti, deutscher Komponist (* 1846)
- 18. Juni: Jacob Achilles Mähly, Schweizer Altphilologe (* 1828)
- 19. Juni: Albert I., König von Sachsen (* 1828)
- 19. Juni: Caspar Joseph Brambach, deutscher Komponist (* 1833)
- 19. Juni: John Emerich Edward Dalberg-Acton, 1. Baron Acton, englischer Historiker (* 1834)
- 23. Juni: Sidonie Turba, österreichische Opernsängerin und Theaterschauspielerin (* 1822)
- 28. Juni: Edouard Castres, Schweizer Maler (* 1838)
- 29. Juni: Louise Peterson, deutsche Jugendschriftstellerin (* 1828)

### Drittes Quartal
- 02. Juli: Émery Lavigne, kanadischer Pianist, Organist und Musikpädagoge (* 1859)
- 04. Juli: Vivekananda, hinduistischer Mönch und Gelehrter (* 1863)
- 05. Juli: John Stromberg, kanadischer Komponist, Pianist und Dirigent (* 1858)
- 06. Juli: Maria Goretti, italienische Heilige (* 1890)
- 06. Juli: Leopoldo Miguez, brasilianischer Komponist (* 1850)
- 07. Juli: Agnes von Auer, deutsche Schriftstellerin (* 1822)
- 09. Juli: Mark Matwejewitsch Antokolski, russischer Bildhauer (* 1843)
- 09. Juli: William Marvin, US-amerikanischer Politiker (* 1808)
- 10. Juli: Julius von Ficker, deutsch-österreichischer Historiker (* 1826)
- 13. Juli: Benjamin Bilse, deutscher Kapellmeister und Komponist (* 1816)
- 13. Juli: Emanuel Herrmann, österreichischer Nationalökonom und Erfinder der Postkarte (* 1839)
- 16. Juli: Heinrich Hofmann, deutscher Komponist (* 1842)
- 16. Juli: Karl Ludwig Werner, deutscher Organist und Komponist (* 1862)
- 18. Juli: Hammud ibn Muhammad ibn Said, Sultan von Sansibar (* 1853)
- 22. Juli: Mieczysław Halka Ledóchowski, Kardinal und Erzbischof von Gniezno (* 1822)
- 23. Juli: Elsa Neumann, deutsche Physikerin (* 1872)
- 25. Juli: Charlotte Vahldiek, deutsche Malerin (* 1826)
- 26. Juli: Charles Kendall Adams, US-amerikanischer Historiker und Hochschullehrer (* 1835)
- 26. Juli: Moritz Guggenheimer, deutscher Bankier (* 1825)
- 27. Juli: Hermann Sprecher von Bernegg, Schweizer Jurist und Politiker (* 1843)
- 29. Juli: Joseph Kürschner, deutscher Schriftsteller und Lexikograph (* 1853)

August Klughardt

- 01. August: Frederick Augustus Packer, australischer Organist, Komponist und Musikpädagoge (* 1839)
- 03. August: August Klughardt, deutscher Komponist und Dirigent (* 1847)
- 07. August: Rudolf von Bennigsen, deutscher Politiker (* 1824)
- 08. August: James Tissot, französischer Maler (* 1836)
- 08. August: John Henry Twachtman, US-amerikanischer Maler des Impressionismus (* 1853)
- 09. August: Moritz Szeps, österreichischer Journalist und Zeitungsverleger (* 1835)
- 10. August: James McMillan, US-amerikanischer Politiker (* 1838)
- 21. August: Franz Sigel, General im Amerikanischen Bürgerkrieg (* 1824)
- 22. August: Edmond Potonié-Pierre, französischer Pazifist (* 1829)
- 22. August: Teresa Stolz, tschechische Opernsängerin, Verdi-Interpretin (* 1834)
- 25. August: Heinrich von Mendel-Steinfels, preußischer Landesökonomierat und Mitglied des preußischen Abgeordnetenhauses (* 1849)
- 26. August: George Hoadly, US-amerikanischer Politiker (* 1826)
- 31. August: Mathilde Wesendonck, deutsche Schriftstellerin (* 1828)
- 01. September: Tyree Harris Bell, Brigadegeneral der Konföderierten Armee im Sezessionskrieg (* 1815)

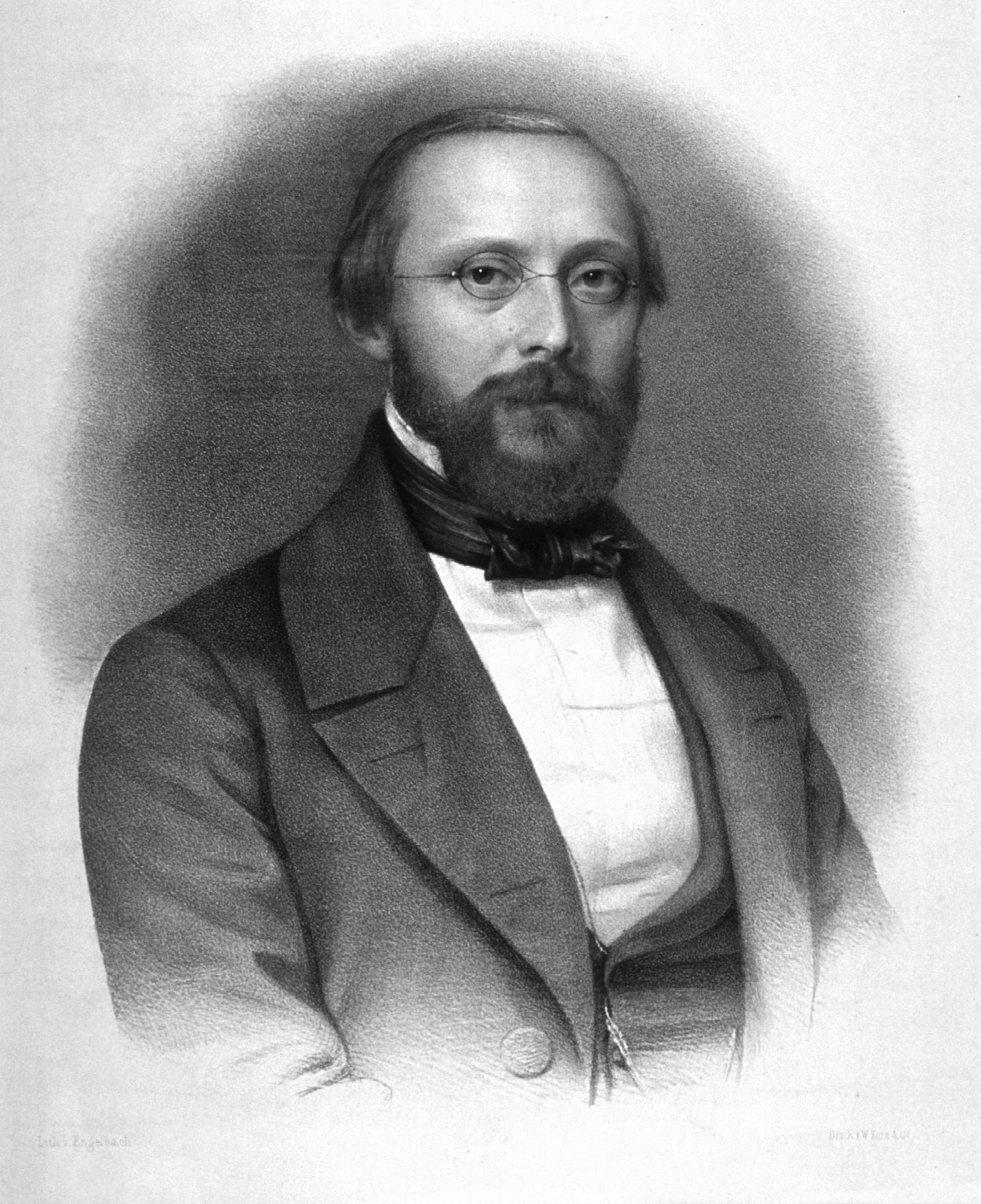
Rudolf Virchow

- 05. September: Rudolf Virchow, deutscher Arzt, Pathologe und Politiker (* 1821)
- 06. September: Frederick Augustus Abel, englischer Chemiker (* 1827)
- 07. September: William N. Roach, US-amerikanischer Politiker (* 1840)
- 07. September: Franz Wüllner, deutscher Komponist und Dirigent (* 1832)
- 08. September: William Coleman Anderson, US-amerikanischer Politiker (* 1853)
- 08. September: James Hobrecht, deutscher Stadtplaner (* 1825)
- 11. September: Émile Bernard, französischer Organist und Komponist (* 1843)
- 12. September: Charles B. Andrews, US-amerikanischer Politiker (* 1836)
- 13. September: John Horace Forney, General der Konföderierten (* 1829)
- 13. September: Eduard Swoboda, österreichischer Maler (* 1814)
- 22. September: Alexander Linnemann, deutscher Architekt, Glasmaler und Kunstgewerbler (* 1839)
- 25. September: Wilhelm Oechelhäuser, geheimer Kommerzienrat (* 1820)
- 26. September: Levi Strauss, deutsch-amerikanischer Industrieller und Erfinder der Jeans (* 1829)
- 28. September: Iosif Ivanovici, rumänischer Komponist (* 1845)

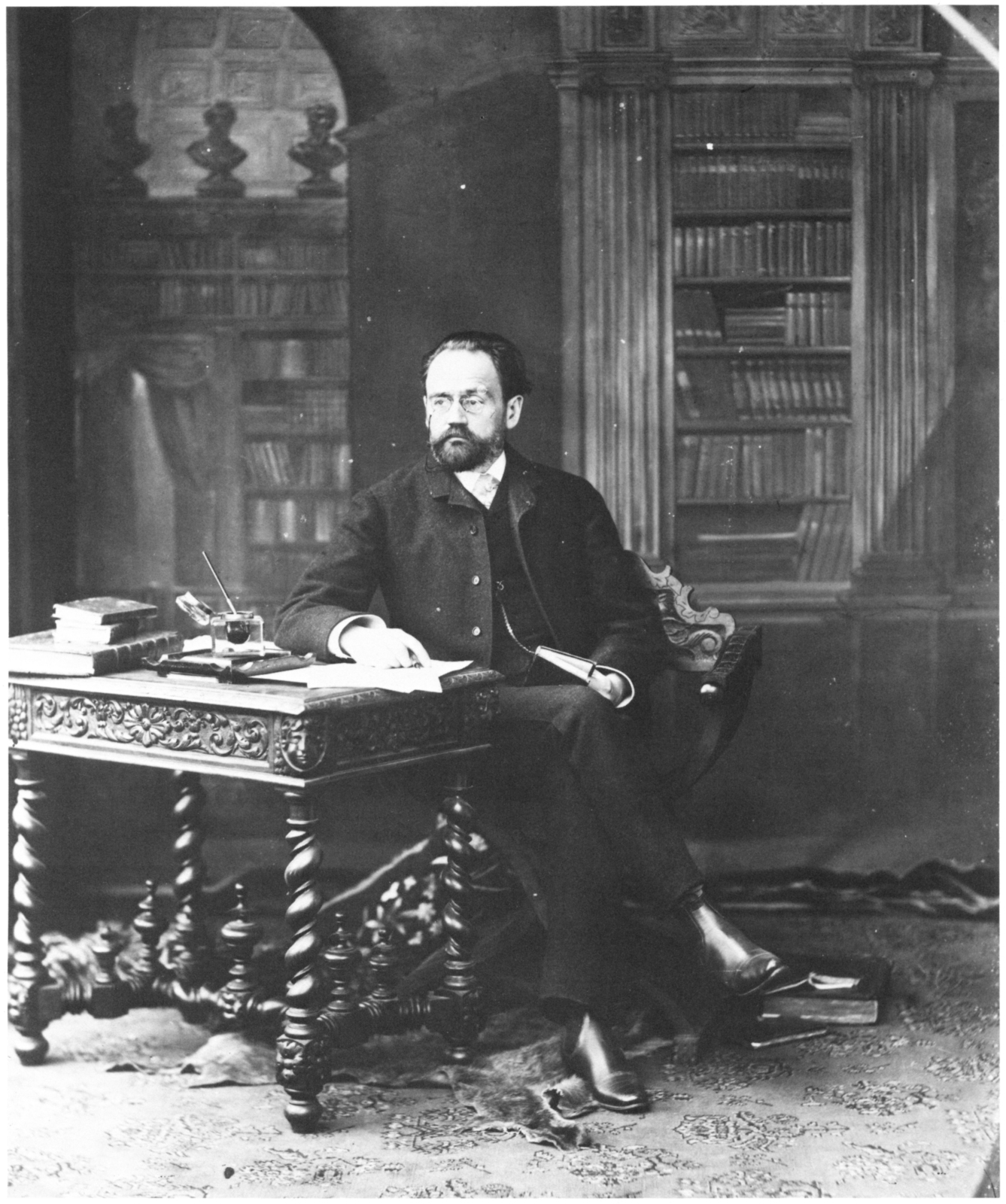
Émile Zola

- 29. September: Émile Zola, französischer Schriftsteller und Journalist (* 1840)
- 29. September: Gustav von Goßler, königlich preußischer Staatsminister (* 1838)

### Viertes Quartal
- 02. Oktober: John Whiteaker, US-amerikanischer Politiker (* 1820)
- 04. Oktober: Peter Soemer, deutscher Theologe und Dichter (* 1832)
- 07. Oktober: Emmerich Andresen, deutscher Bildhauer und Porzellangestalter (* 1843)
- 18. Oktober: Carl Spindler, deutscher Unternehmer (* 1841)
- 22. Oktober: Walter Hauser, Schweizer Politiker (* 1837)
- 25. Oktober: Frank Norris, US-amerikanischer Schriftsteller (* 1870)
- 26. Oktober: Elizabeth Cady Stanton, US-amerikanische Bürger- und Frauenrechtlerin (* 1815)
- 28. Oktober: Hermine Schuh, deutsche Botanikerin (* 1819)
- 11. November: Wilhelm Lauser, deutscher Publizist und Historiker (* 1836)
- 19. November: Philipp Arons, deutscher Genre- und Porträtmaler (* 1821)

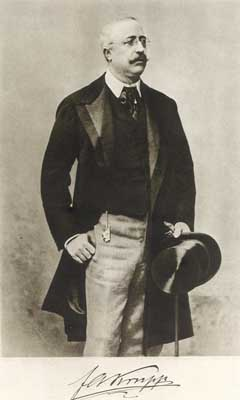
Friedrich Alfred Krupp

- 22. November: Friedrich Alfred Krupp, deutscher Industrieller (* 1854)
- 02. Dezember: Richard Belcredi, österreichischer Politiker (* 1823)
- 03. Dezember: Arno von Arndt, preußischer General der Infanterie (* 1835)
- 06. Dezember: Francis George Atkinson, britischer Verwaltungsbeamter (* 1874)
- 06. Dezember: Louis Jordan, deutscher Landwirt und Politiker (* 1837)
- 07. Dezember: Thomas Nast, deutschamerikanischer Karikaturist (* 1840)
- 18. Dezember: Anton Thraen, deutscher Astronom (* 1843)
- 22. Dezember: Richard von Krafft-Ebing, deutscher Psychiater und Gerichtsmediziner (* 1840)
- 22. Dezember: James S. Boynton, US-amerikanischer Politiker (* 1833)
- 23. Dezember: Émile Nagant, belgischer Waffenfabrikant und Konstrukteur (* 1830)
- 24. Dezember: Takayama Chogyū, japanischer Schriftsteller (* 1871)
- 27. Dezember: Otto Agricola, deutscher Politiker (* 1829)
- 28. Dezember: Johann Georg Förster, deutscher Orgelbauer (* 1818)
- 29. Dezember: Auguste Podesta, deutsche Opernsängerin (* 1827)

### Genaues Todesdatum unbekannt
- Gabriel Desmoulins, französischer Komponist, Organist und Musikpädagoge (* 1842)
- Agop Güllü, armenischer Theaterregisseur (* 1840)